# Firefly (série télévisée)
Vous lisez un « bon article » labellisé en 2014.
Pour les articles homonymes, voir Firefly.
Firefly est une série télévisée de Space Western américaine en quatorze épisodes, créée par le scénariste et réalisateur Joss Whedon avec sa société de production Mutant Enemy. Whedon en a été le producteur exécutif avec Tim Minear.
L'action se déroule au XXVIe siècle, en 2517, après l'installation des humains dans un nouveau système stellaire, et suit les aventures de l'équipage renégat du Serenity, un vaisseau de classe Firefly. L'histoire dépeint les neuf personnages vivant sur le Serenity. Whedon a résumé la série comme « neuf personnes regardant l'obscurité de l'espace et voyant neuf choses différentes. » Firefly explore ainsi les vies de ces personnes qui pour la plupart ont combattu dans le camp perdant d'une guerre civile et qui maintenant vivent en marge de la société, faisant partie d'une culture pionnière existant sur les franges de leur système stellaire. Dans ce futur, les deux seules superpuissances restantes, les États-Unis et la Chine, ont fusionné pour former le gouvernement central, appelé l'Alliance, dont la culture est une fusion des deux. Selon la vision de Whedon, « rien ne changera dans le futur : la technologie progressera, mais nous aurons toujours les mêmes problèmes politiques, moraux et éthiques qu'aujourd'hui. »
Firefly a été diffusé pour la première fois sur le réseau Fox entre le 20 septembre 2002 et le 20 décembre 2002. Mi-décembre de la même année, Firefly avait une moyenne de 4,7 millions de spectateurs par épisode et était classé 98e sur l'échelle de Nielsen. La série a été arrêtée après que 11 des 14 épisodes produits ont été diffusés dans le désordre. Au Canada, la série a été diffusée sur Space. En France, la série a été diffusée à partir du 31 mars 2005 sur Série Club, puis sur Sci Fi en 2006. En Suisse, la série a été diffusée dès le 25 juillet 2005 sur TSR1.
Malgré la faible durée de vie de la série, elle a connu de fortes ventes lors de la sortie DVD et a bénéficié de larges campagnes de soutien des fans,. Elle a reçu un Primetime Emmy Award en 2003 pour Meilleurs effets visuels pour une série, et TV Guide l'a classée comme no 5 sur leur liste 2013 des 60 séries qui ont été « arrêtées trop tôt ». La popularité de la série après sa diffusion initiale a mené en 2005 Whedon et Universal Pictures à la production d'un film la poursuivant, Serenity, puis à des adaptations dans d'autres médias comme des comics (comics Serenity) et un jeu de rôles (Serenity Role Playing Game), l'ensemble constituant la franchise Firefly.

## Intrigue

### Univers

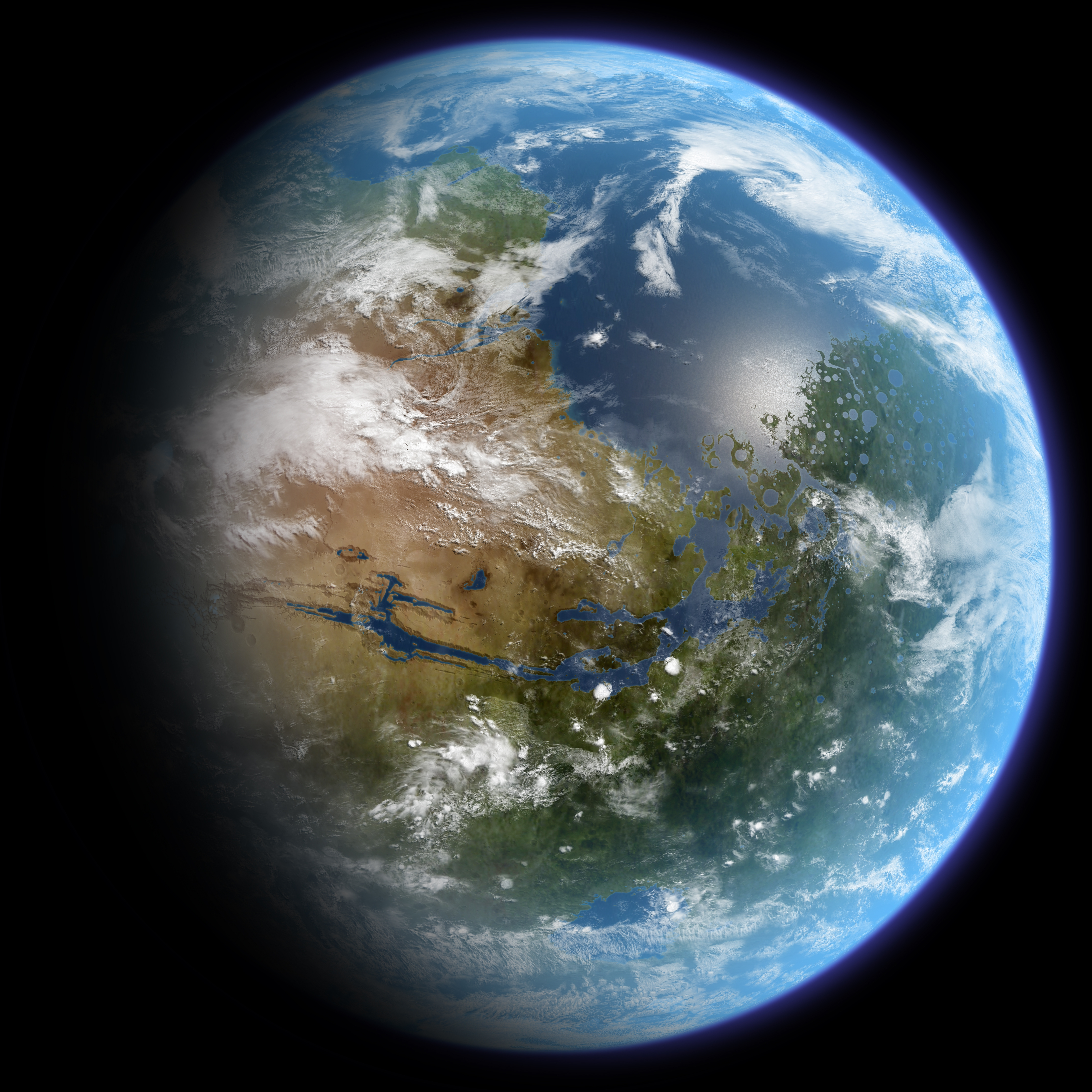
Vue d'artiste d'une planète entièrement terraformée.

La série se déroule en 2517, à une époque où l'humanité a abandonné une Terre surpeuplée aux ressources épuisées pour coloniser de nouvelles planètes et lunes qui ont été terraformées pour accueillir de nouvelles colonies. La série ne révèle pas si ces corps célestes sont tous localisés dans le même système stellaire, se contentant de préciser que le système de propulsion du Serenity est gravitationnel. Le film Serenity affirme, lui, que toutes les planètes et lunes sont regroupées dans un seul vaste système stellaire, et les documents de production du film indiquent qu'il n'y a pas de voyage supraluminique dans cet univers.
Les personnages font occasionnellement référence à la « Terre-qui-fut » et le film raconte que, bien avant les événements de la série, une importante population a émigré de la Terre vers un nouveau système stellaire dans des vaisseaux générationnels : « La Terre-qui-fut ne pouvait plus supporter notre nombre, car nous étions si nombreux. » Après un trajet si long qu'une génération entière a vécu à l'intérieur des vaisseaux spatiaux, les migrants se sont établis dans ce nouveau système stellaire comportant « des dizaines de planètes et des centaines de lunes ». L'écogenèse d'une quarantaine de nouveaux mondes a été entreprise : les premières planètes terraformées sont Londinium (pour Londres), Sihnon (pour Sino, ou chinois), puis Osiris. Sur ces planètes centrales, la vie est agréable, l'espérance de vie est de 120 ans, le taux d'analphabétisme est de 6 %.
Les colonies extérieures, en revanche, n'ont souvent reçu aucun soutien supplémentaire dans la construction de leurs civilisation, passée la phase initiale de terraformation. La conséquence de cette situation est que de nombreuses planètes et lunes externes ont des environnements secs et inhospitaliers, particulièrement adaptés au style western de la série.
Avant l'époque de la série, les planètes centrales s'étaient regroupées et avaient formé l'Alliance avec pour capitales Sihnon et Londinum, régie par un parlement et pouvant exercer sa volonté grâce à un conseil militaire ; les planètes extérieures conservant leur indépendance, jusqu'à ce que l'Alliance, dans un élan hégémonique, décide d'appliquer les mêmes règles à tous. La guerre dévastatrice qui s'ensuit dure six ans, voyant finalement la victoire de l'Alliance qui annexe tous les mondes jusque-là indépendants, après des affrontements sur des planètes comme Persephone, Shadow et Hera qui sont le théâtre de combats féroces. Shadow, où est né le jeune volontaire indépendantiste Malcolm Reynolds, personnage principal de Firefly, est dévastée cinq ans après qu'il a rejoint les « Manteaux bruns » (surnom donné aux indépendantistes ; Browncoats en anglais).

### Synopsis
La série comme le film tirent leur nom du type de vaisseau dans lequel vivent les personnages : en effet, le Serenity est un vaisseau de classe Firefly, qui ressemble de manière générale à une luciole (« firefly », en anglais), et dont la section arrière, ressemblant à un abdomen bioluminescent d'insecte, s'éclaire durant les phases d'accélération. Le vaisseau lui-même est nommé d'après la bataille de la Serenity Valley, à laquelle le sergent Malcolm Reynolds et son second Zoe Alleyne ont participé dans le camp perdant. Dans l'épisode Pilleurs d'épave, il est révélé que cette bataille est celle, décisive, qui a provoqué la défaite finale des Indépendantistes.
Au cours de la série, l'Alliance est montrée gouvernant le système stellaire via l'organisation centralisée des planètes « centrales », à la suite de son succès dans l'unification de toutes les colonies sous un seul gouvernement. Les commentaires audio du DVD suggèrent que l'Alliance est composée de deux principales planètes centrales, l'une où la culture occidentale est prédominante, l'autre étant pan-asiatique, ce qui justifie le mélange d'influences linguistiques et visuelles de la série. Si les planètes centrales sont sous contrôle ferme de l'Alliance, les planètes et lunes extérieures ressemblent au Far West américain du XIXe siècle, avec une très faible autorité gouvernementale. Les colons et réfugiés des mondes extérieurs ont une liberté relative par rapport au gouvernement central mais manquent des équipements de haute technologie qui existent sur les mondes centraux. De plus, les zones les plus excentrées du système (« the black ») sont habitées par les Ravageurs (en anglais Reavers), une horde de nomades cannibales devenus sauvages et bestiaux.
Les protagonistes de la série vivent dans ces mondes des marges, cherchant à échapper à l'influence de l'Alliance. L'épisode La Panne montre comment après la fin de la guerre, un « Browncoat » (partisan du camp indépendantiste), Malcolm Reynolds, achète un vieux vaisseau de transport qu'il appelle Serenity pour pouvoir continuer à vivre là où l'Alliance n'a encore que peu d'influence. Avec l'aide de Zoe Alleyne, son second, qui a combattu à ses côtés durant la guerre, il engage un équipage et se met à vivre de boulots plus ou moins légaux : contrebande, transport de fret ou bien charter ; pour Reynolds, le plus important est de continuer à voler et de rester libre.
L'une des intrigues principales de la série tourne autour de River Tam et son frère Simon. River est une enfant prodige, qui a servi de cobaye pour des expériences menées sur son cerveau par des scientifiques de l'Alliance, au sein d'une institution secrète gouvernementale. En conséquence, elle se montre schizophrène et entend souvent des voix. On apprend plus tard qu'elle possède en fait des capacités télépathiques. Simon abandonne sa carrière prometteuse de chirurgien dans un des meilleurs hôpitaux des mondes centraux pour la sauver de l'Alliance et ils deviennent tous deux des fugitifs. Dans le premier épisode de la série, Les Nouveaux Passagers, Simon embarque en tant que passager payant sa place et fait entrer River cachée dans une caisse. Whedon commente à ce sujet dans un commentaire DVD de l'épisode que toutes les séries qu'il crée ont pour thème la construction d'une cellule familiale. Dans le dernier épisode, Objet volant identifié, le caractère « fracturé » de River est finalement redevenu entier, en partie parce que les autres l'ont acceptée dans la « famille » du vaisseau.

### Éléments caractéristiques de la série
La série mélange des éléments de space opera et de western, montrant l'avenir de l'humanité d'une manière différente de la plupart des programmes de science-fiction contemporains, notamment en ne montrant aucune bataille spatiale importante. Firefly se déroule dans un avenir multi-culturel, résultant de la fusion de la culture occidentale et des cultures d'Asie orientale, avec une division significative entre riches et pauvres. À la suite d'une alliance sino-américaine, le mandarin standard est la seconde langue courante. Il est utilisé dans les publicités et les personnages jurent souvent en mandarin. Selon le commentaire DVD de l'épisode Les Nouveaux Passagers, cela est dû au fait que la Chine et les États-Unis sont les deux superpuissances qui se sont étendues dans l'espace,.
Le jargon utilisé de la série comporte aussi des termes non utilisés dans la culture contemporaine, comme une adaptation de termes modernes, voire carrément des nouveaux mots. Par exemple, « shiny » est fréquemment utilisé à la place de « cool », et « gorram » comme juron. Le chinois écrit et parlé ainsi que le dialecte du far west est également employé. Un article sur la série commente que « les dialogues sont une purée bizarre de plaisanteries, de patois old timey de western, et de bribes de chinois ».
Tim Minear et Joss Whedon ont indiqué deux scènes qui, à leur sens, décrivent particulièrement clairement l'ambiance de la série. L'une est dans le pilote d'origine, Les Nouveaux Passagers, quand Mal mange dans son assiette avec des baguettes et une tasse en étain occidentale et l'autre dans le second pilote L'Attaque du train, quand Mal est projeté à l'extérieur d'un bar au travers d'une fenêtre holographique. Le making of du coffret DVD explique que le plan final du générique (où le Serenity vole au-dessus d'une horde de chevaux) comme une tentative de capturer « tout ce que vous avez besoin de comprendre sur la série en cinq secondes ».
L'un des points d'achoppement entre Whedon et la Fox était le ton de la série, surtout au sujet du personnage principal Malcolm Reynolds. La Fox a fait pression sur Whedon pour rendre Mal plus « jovial », car ils craignaient qu'il soit trop sombre dans le pilote d'origine, surtout au moment où il suggère qu'il pourrait envoyer Simon et River mourir dans le vide par le sas. De plus, la Fox n'était pas contente que la série montre des « moins-que-rien » qui « étaient écrasés par la politique » plutôt que les décideurs politiques eux-mêmes,.

## Distribution

### Personnages principaux
- Nathan Fillion (VF : Thierry Kazazian) : capitaine Malcolm « Mal » Reynolds, commandant du Serenity ; il a combattu dans le camp indépendantiste durant la guerre et garde une profonde rancœur contre l'Alliance à la suite de leur défaite ; hostile à toute autre autorité que la sienne, c'est un bon commandant qui apprécie son équipe, même s'il peine à le montrer ouvertement.
- Gina Torres (VF : Géraldine Asselin) : Zoe Alleyne, second de Mal ; mariée à Hoban Washburne ; camarade de Malcolm durant la guerre, elle l'accompagne désormais dans ses missions les plus dangereuses, emportant généralement une Winchester calibre 44/40 modèle 1892 à crosse et canon sciés (même type d'arme que la Mare's Leg de Steve McQueen dans la série Au nom de la loi).
- Alan Tudyk (VF : Olivier Korol) : Hoban Washburne (« Wash »), pilote du Serenity ; conservant son sens de l'humour même dans les cas critiques, son habileté a tiré l'équipage de plus d'une situation difficile.
- Morena Baccarin (VF : Laurence Bréheret) : Inara Serra, Compagne surnommée « L'Ambassadrice » ; élégante et raffinée, elle choisit, accompagne et initie les personnes qui font appel à elle ; elle possède une navette personnelle, amarrée au vaisseau, qui lui permet de mener ses affaires de façon autonome.
- Jewel Staite (VF : Céline Mauge) : Kaywinnet Lee Frye (« Kaylee »), mécanicienne capable de faire des miracles, même quand il lui manque des pièces de rechange, et même sur un vaisseau aussi vieux que le Serenity ; son bel optimisme réchauffe l'humeur des autres membres de l'équipage.
- Adam Baldwin (VF : Pascal Germain) : Jayne Cobb, mercenaire ; grand, musclé, aimant les armes et l'argent ; il s'avère cependant loin d'être aussi primaire qu'on pourrait le croire.
- Ron Glass (VF : Benoît Allemane) : Shepherd Derrial Book, pasteur ; cet homme de foi semble chercher à apaiser quelque passé mystérieux et probablement mouvementé.
- Sean Maher (VF : Philippe Siboulet) : Simon Tam, médecin-chirurgien ; après des études impeccablement menées, il a renoncé à sa carrière, qui s'annonçait très brillante, pour aller secourir sa sœur, qu'il admire profondément.
- Summer Glau (VF : Léa Gabriele) : River Tam, sœur de Simon ; dès son plus jeune âge, elle montre de prodigieuses facultés intellectuelles ; elle est donc envoyée dans une école privée, « l'Académie » ; en réalité, cet endroit s'avère être un centre scientifique où elle est soumise à d'impitoyables expérimentations, qui certes développeront ses capacités physiques et psychiques, mais la traumatiseront profondément et rendront son caractère durablement instable.

Photos des acteurs principaux
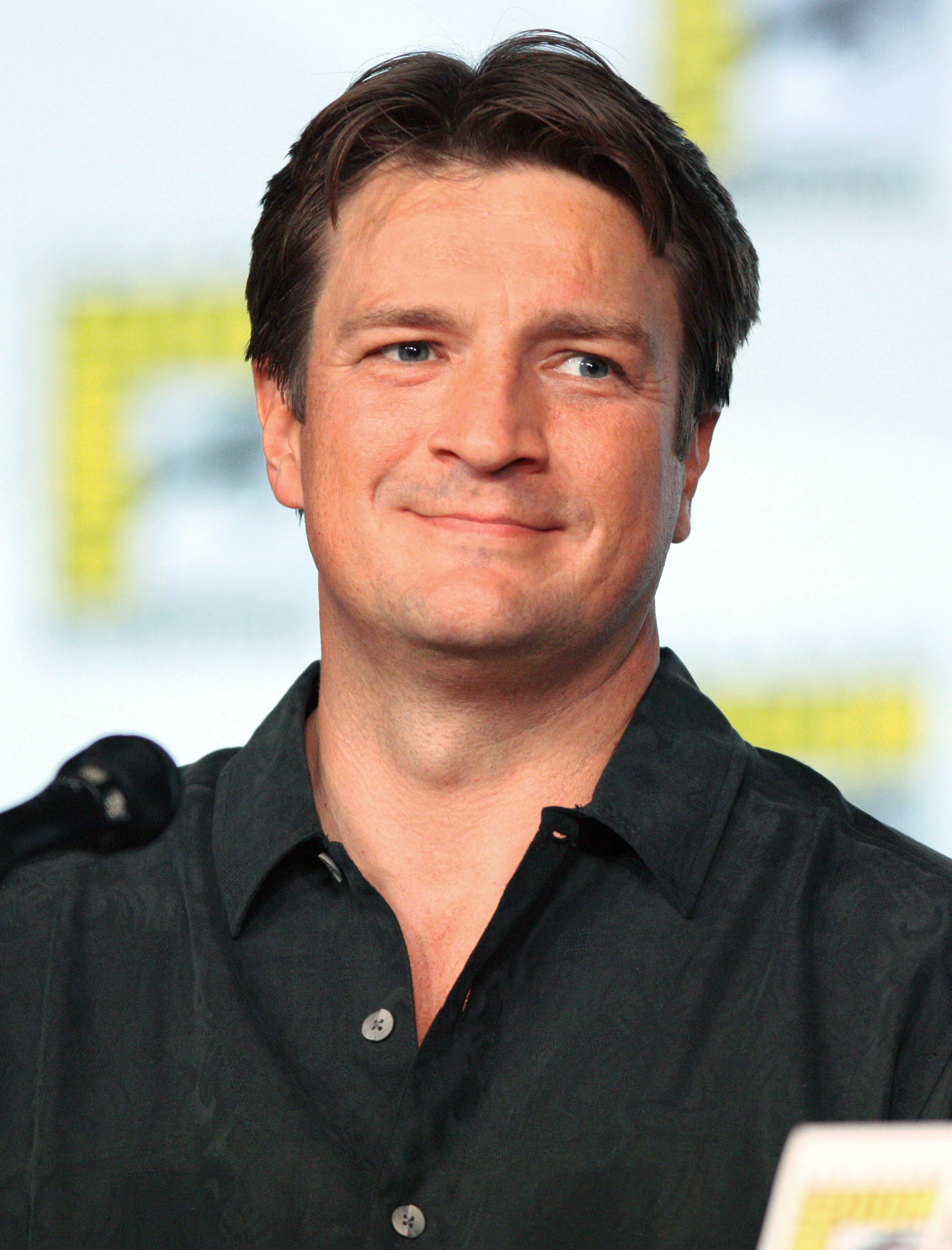
Nathan Fillion dans le rôle de Malcolm Reynolds.
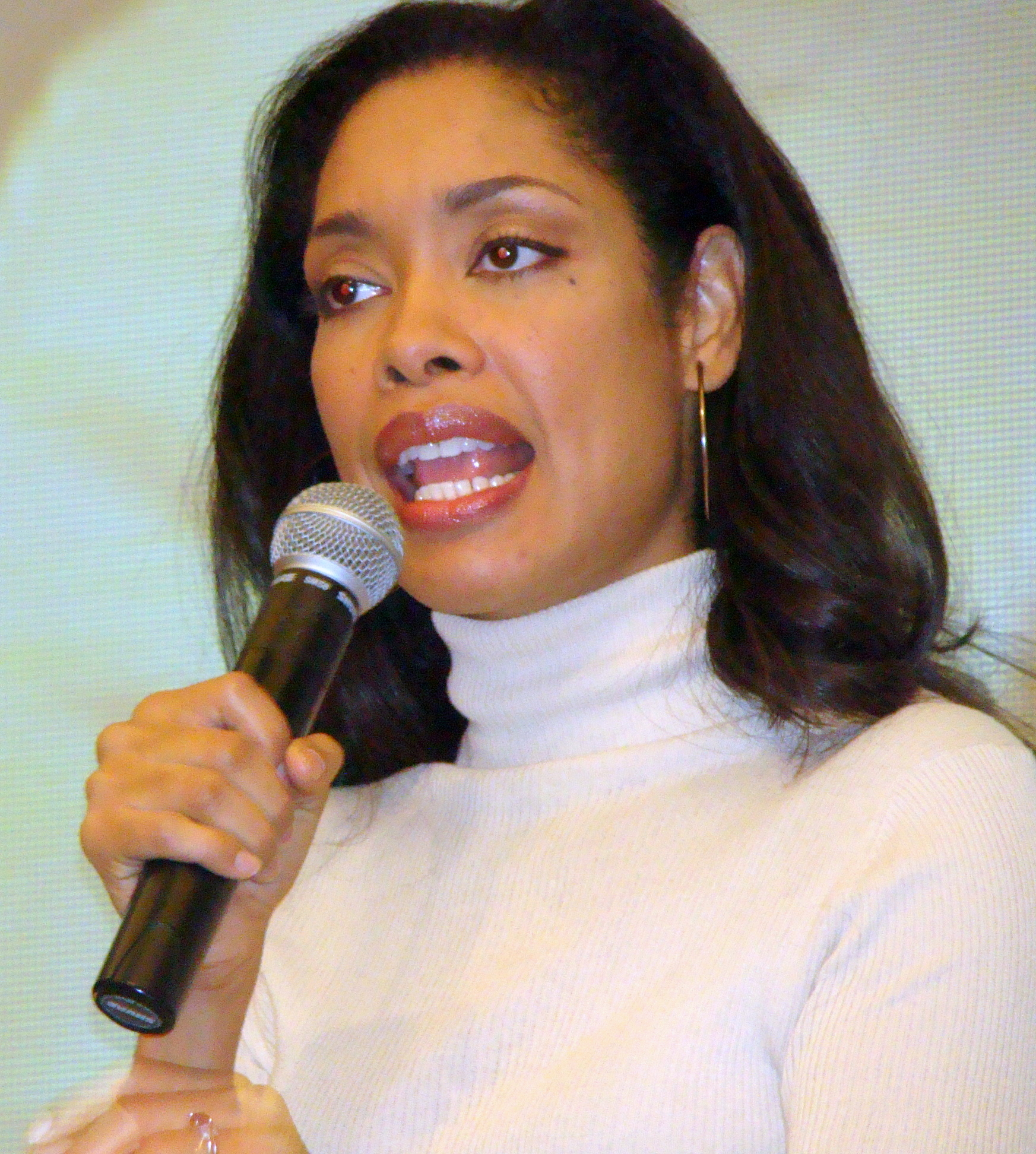
Gina Torres dans le rôle de Zoe Alleyne.
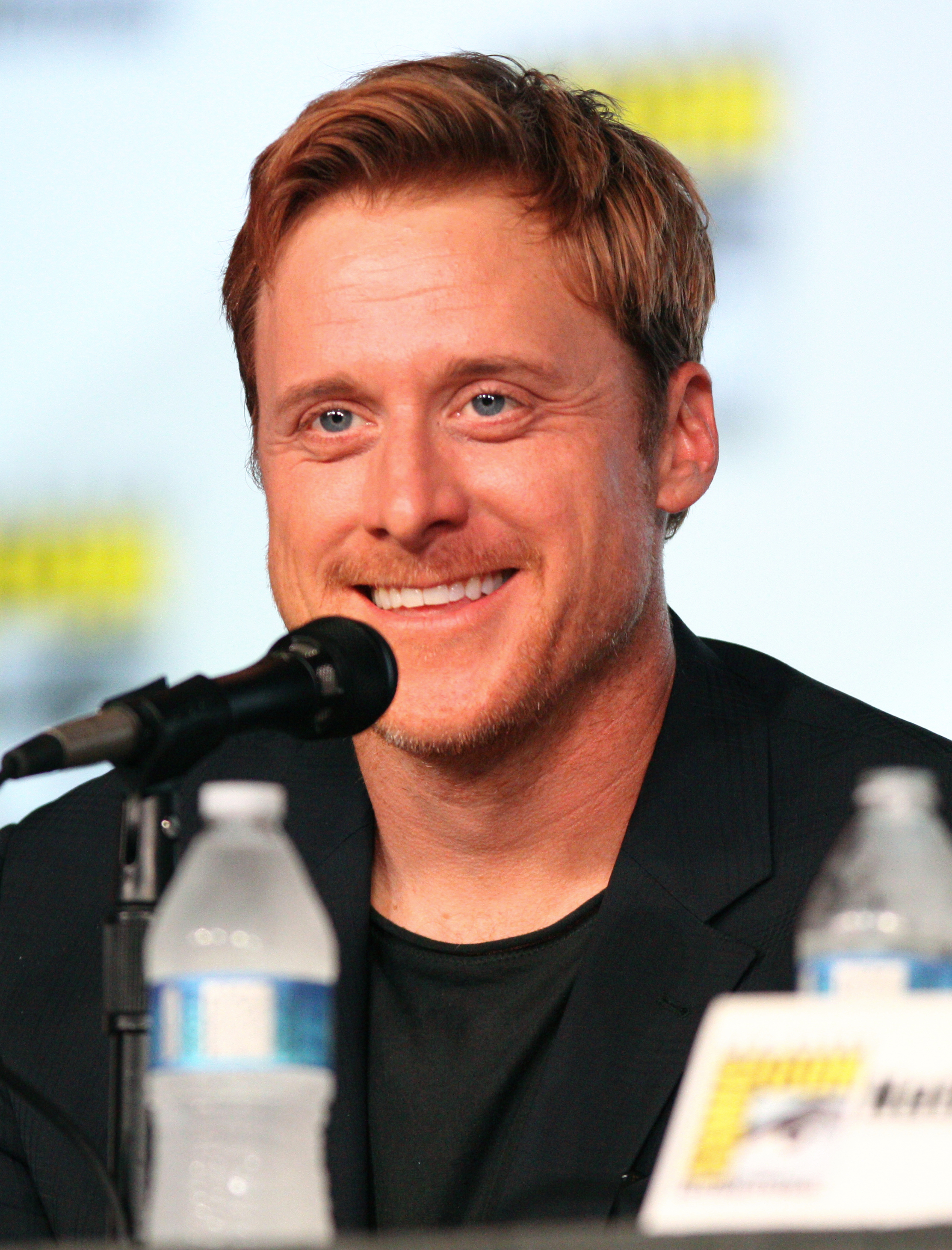
Alan Tudyk dans le rôle de Hoban Washburne.
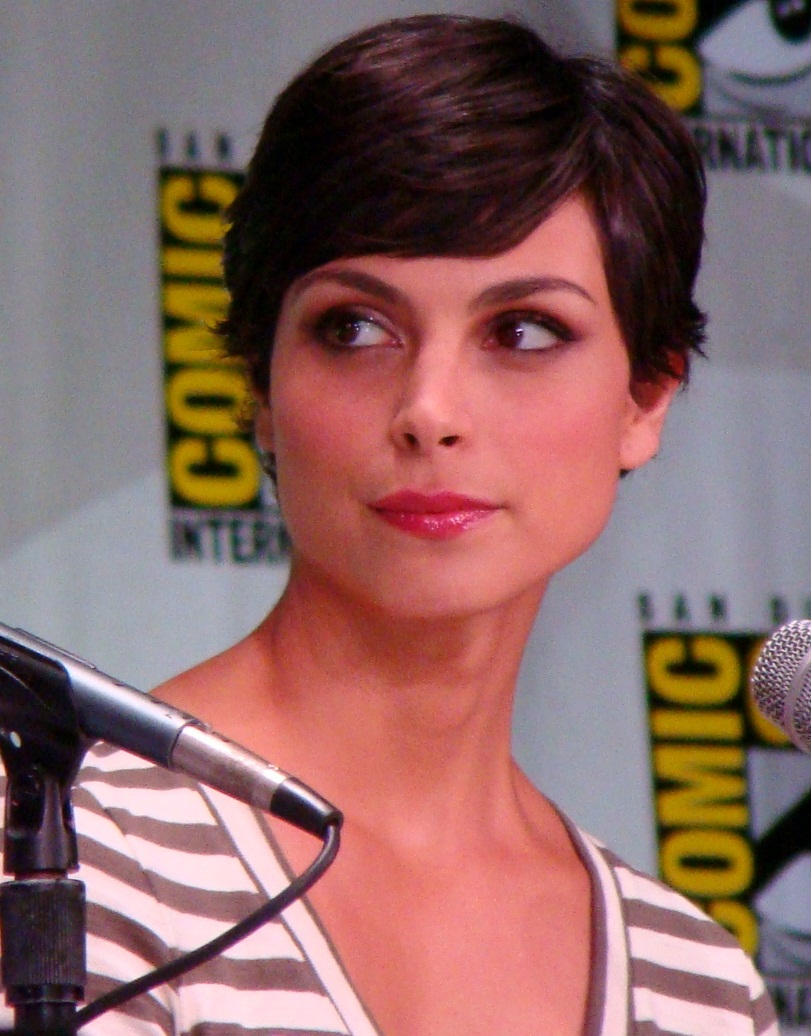
Morena Baccarin dans le rôle de Inara Serra.
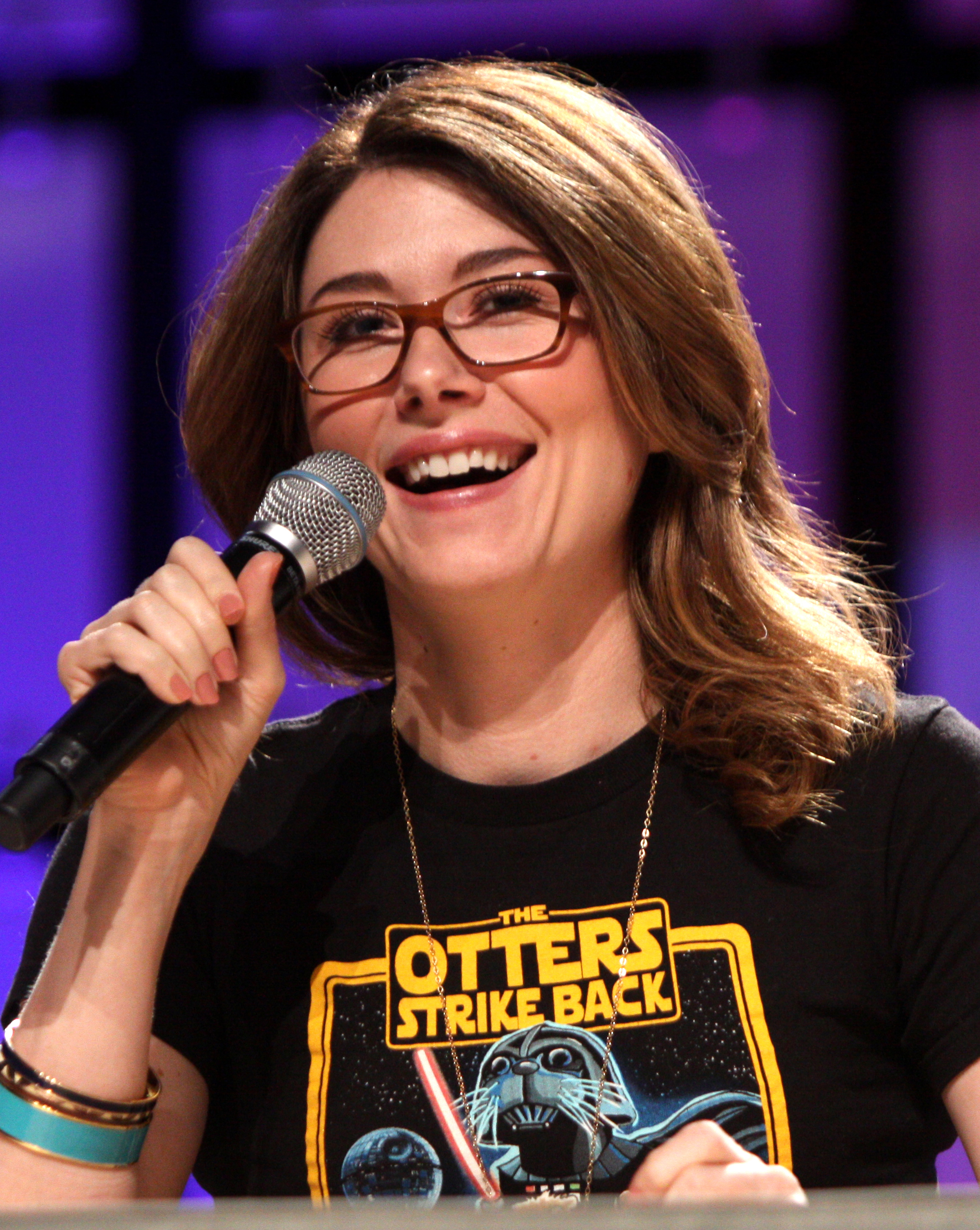
Jewel Staite dans le rôle de Kaywinnet Lee Frye.
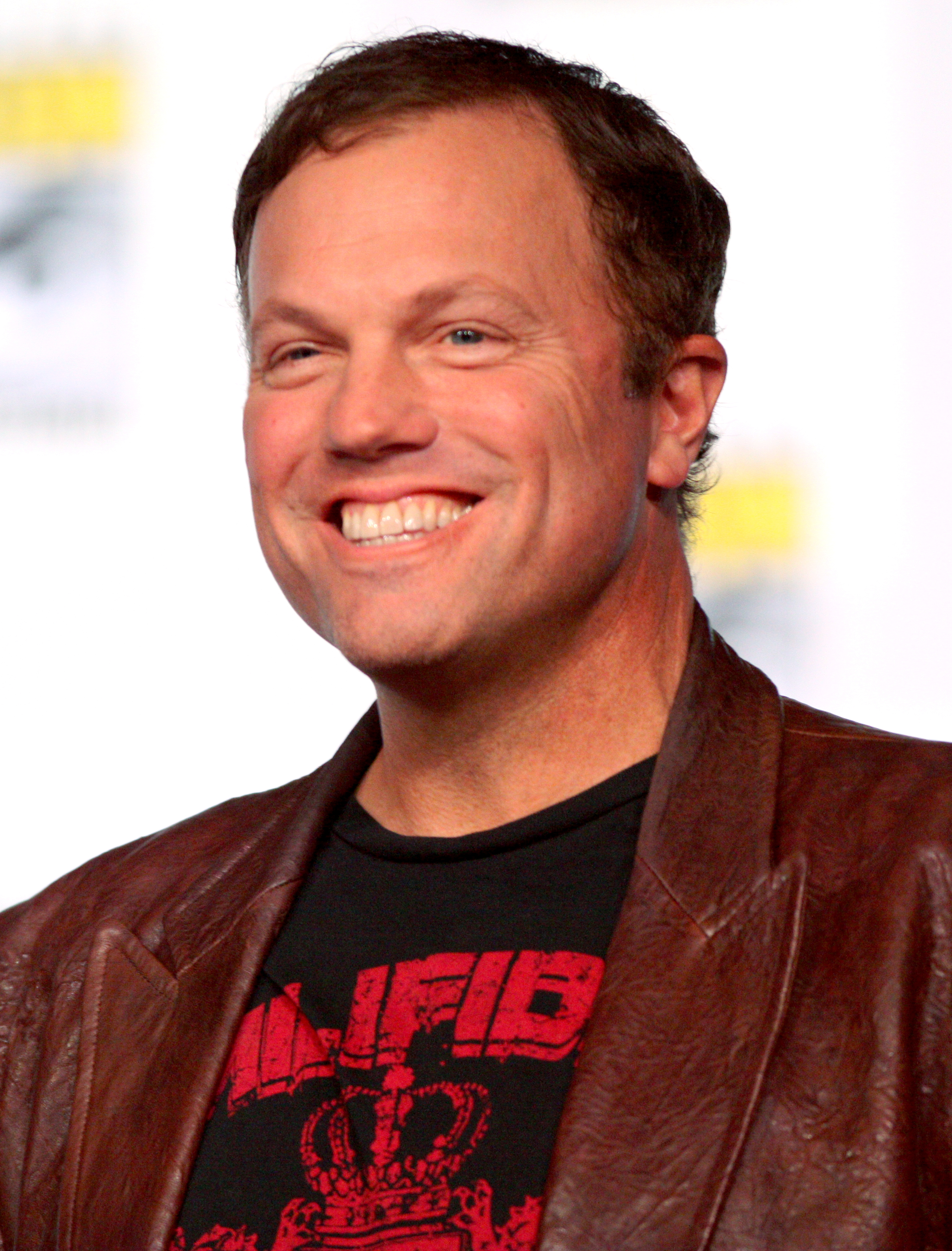
Adam Baldwin dans le rôle de Jayne Cobb.
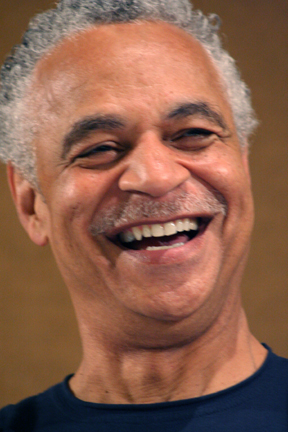
Ron Glass dans le rôle de Derrial Book.
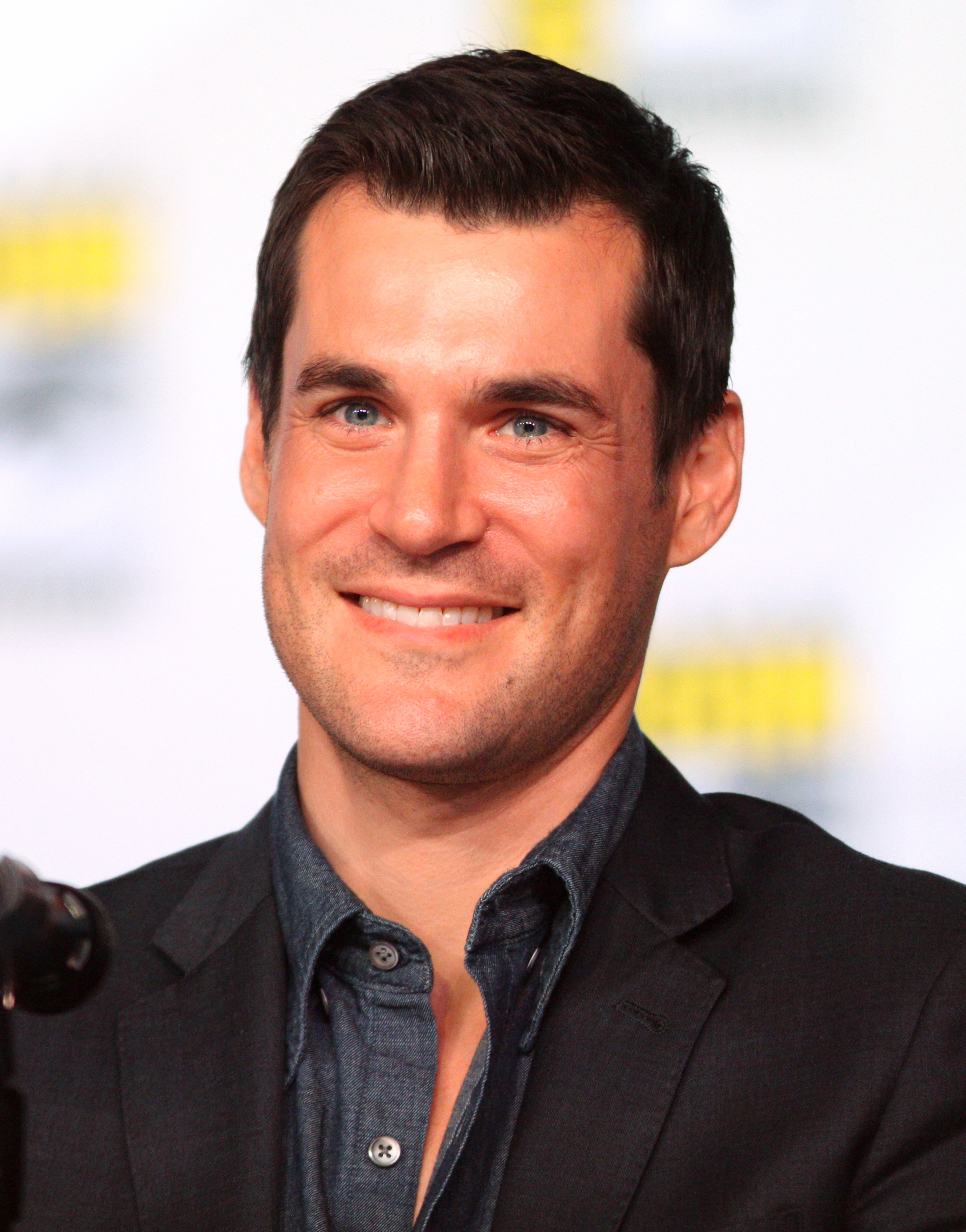
Sean Maher dans le rôle de Simon Tam.
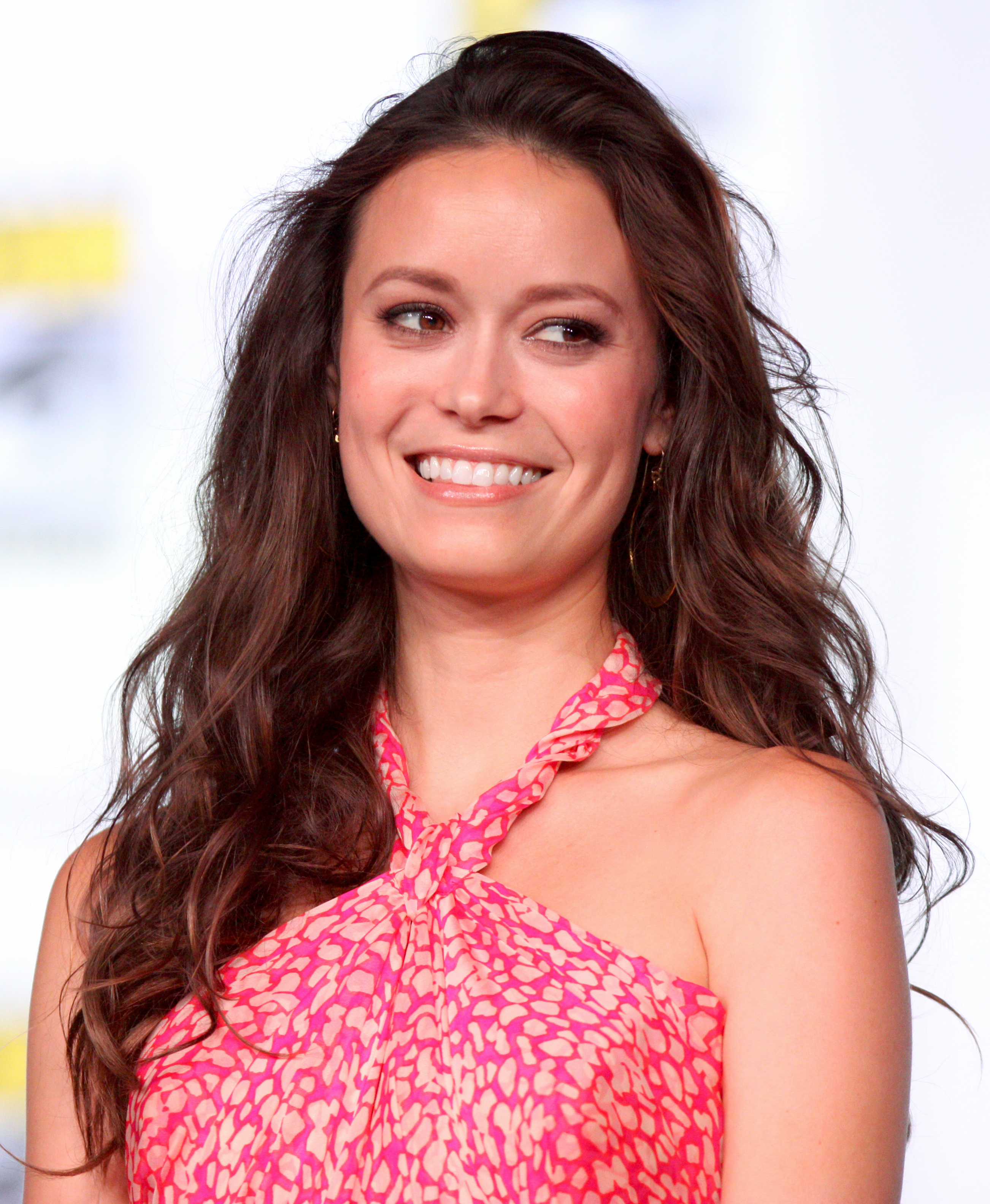
Summer Glau dans le rôle de River Tam.

Cinq membres de la distribution de Firefly sont apparus dans d'autres séries télévisées de Joss Whedon comme méchants principaux. Fillion a interprété Caleb dans la dernière saison de Buffy contre les vampires puis Captain Hammer dans la web-série Dr. Horrible's Sing-Along Blog. De leur côté, Torres et Baldwin ont incarné des rôles récurrents dans Angel dans les quatrième et cinquième saison respectivement, dans les rôles de Jasmine et Marcus Hamilton. Tudyk a incarné le personnage rebelle Alpha dans la série Dollhouse. Summer Glau a aussi incarné une scientifique antagoniste qui a plus tard aidé les personnages dans la seconde saison de Dollhouse, dans le rôle de Bennett Halverson. Elle a fait ses débuts professionnels en tant qu'actrice dans l'épisode Les Coulisses de l'éternité d’Angel avant d'être recrutée pour Firefly.
Baccarin devait à l'origine interpréter Eve dans la saison finale d’Angel, mais ne put prendre le rôle à cause d'autres engagements. De plus, Staite apparaît dans plusieurs épisodes de Wonderfalls, série produite par Tim Minear. Fillion a interprété Alex Tully dans la courte série de Tim Minear Drive. En hommage à son personnage dans Firefly, Fillion apparaît dans un costume similaire à Malcolm Reynolds dans un épisode spécial halloween de la série Castle, dont il interprète le rôle principal.

### Personnages secondaires

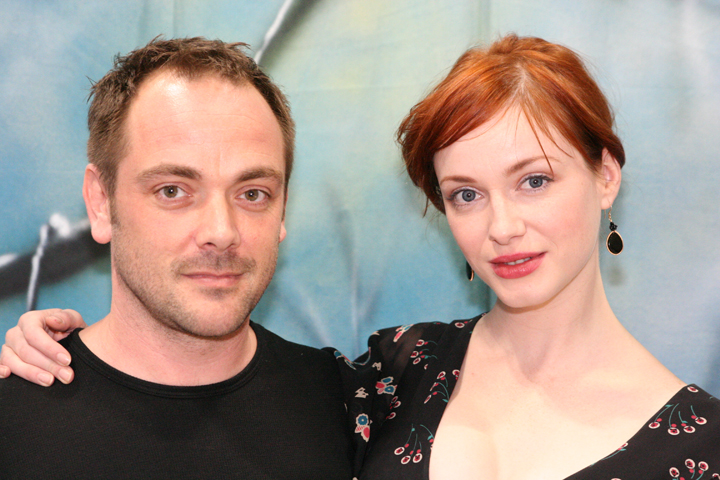
Les acteurs Mark Sheppard et Christina Hendricks à une convention de fans, en 2006.

- Carlos Jacott : Lawrence Dobson ; premier agent de l'Alliance sur le point de capturer Simon et River Tam.
- Christina Hendricks (VF : Frédérique Wojcik) : Saffron, arnaqueuse ; a tendance à se marier avec ses victimes pour mieux les dépouiller ; elle est aussi connue sous les pseudonymes « Bridget » et « Yolanda ».
- Edward Atterton : Atherton Wing, un jeune noble de la planète Persephone, qui a fait souvent appel à Inara, mais ne la traite que comme une chose.
- Fredric Lehne : Rance Burgess ; propriétaire terrien qui terrorise Nandi et les filles de son établissement.
- Gregg Henry : Sheriff Bourne ; shériff d'une petite ville minière touchée par une épidémie.
- Jonathan M. Woodward : Tracey Smith, un ancien camarade de guerre de Malcolm et Zoë.
- Mark Sheppard (VF : Fabien Briche) : Badger, un « honnête commerçant » qui n'aime pas avoir de problèmes avec les autorités.
- Melinda Clarke : Nandi, prostituée et amie d'Inara.
- Michael Fairman (VF : Gilbert Lévy) : Adelei Niska, un baron du crime sadique.
- Richard Brooks : Jubal Early, un chasseur de primes perturbé et perturbant.
- Richard Burgi : Lieutenant Womack, officier corrompu de l'Alliance qui traque Tracey Smith, puis Malcolm et son équipe.

## Production

### Origine

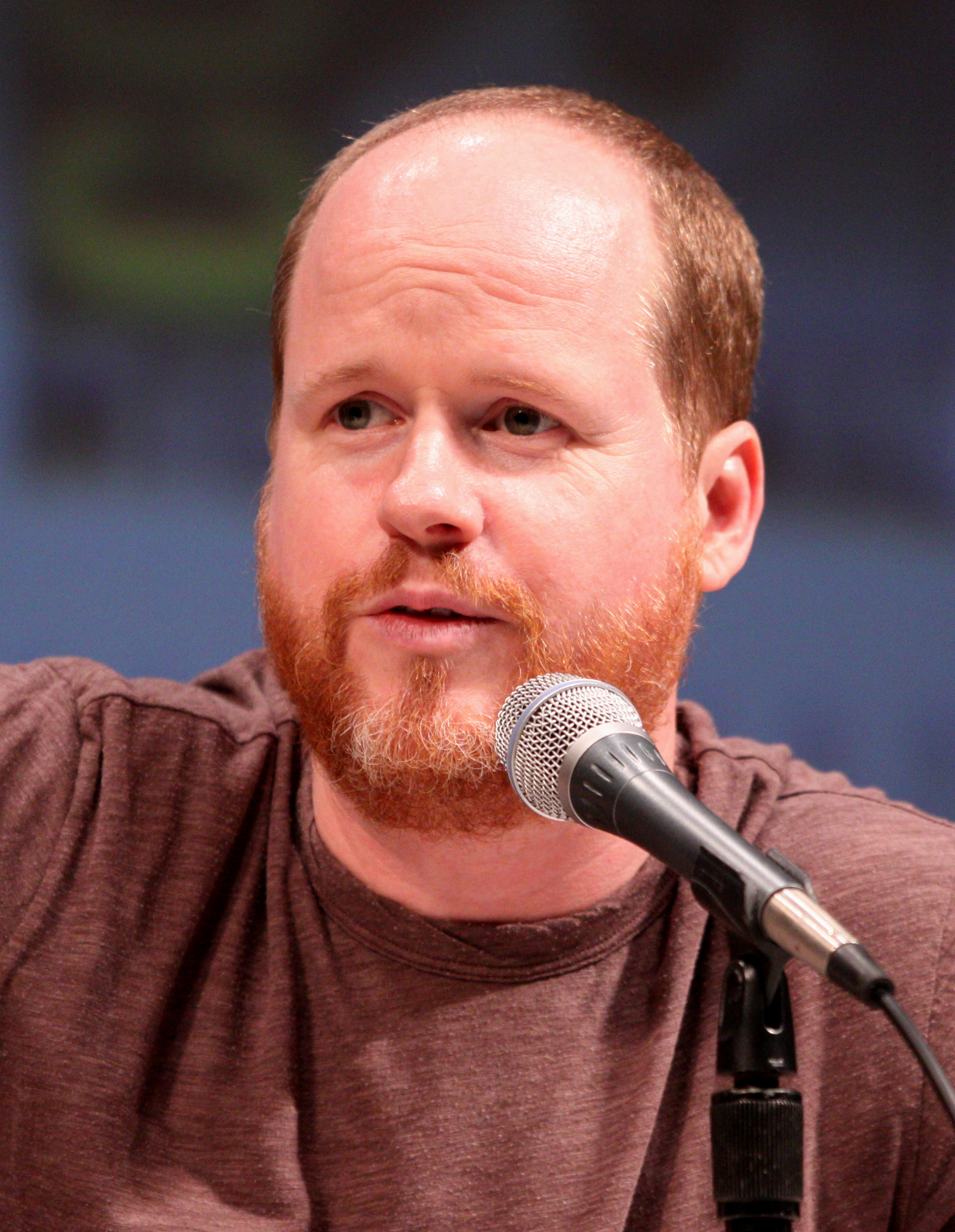
Joss Whedon, le créateur de la série.

Whedon a développé le concept de la série après avoir lu The Killer Angels, roman historique de Michael Shaara qui a remporté le prix Pulitzer de la fiction et raconte l'histoire de la bataille de Gettysburg durant la guerre de Sécession. Il voulait suivre des gens qui avaient combattu dans le camp perdant d'une guerre et leur expérience consécutive en tant que pionniers et immigrants aux frontières de la civilisation, de manière similaire à l'époque de la reconstruction après la guerre de Sécession et de la conquête de l'Ouest.
Il voyait la série « dans le genre de La Chevauchée fantastique, avec beaucoup de gens essayant de comprendre leur vie dans un sombre environnement pionnier ». Whedon voulait montrer une série au sujet de la nature palpable de la vie, où l'existence est plus physique et plus difficile. Après avoir lu The Killer Angels, Whedon a lu un livre sur des Partisans juifs ayant combattu durant la Seconde Guerre mondiale qui l'a également influencé. Whedon voulait créer quelque chose pour la télévision qui soit plus centré sur les personnages et plus « râpeux » que la majorité de la science-fiction contemporaine. La science-fiction à la télévision, selon lui, était devenue trop figée et trop rare.
Whedon souhaitait donner à la série un nom évoquant le mouvement et la puissance, et pensait que « Firefly » avait les deux. La signification relativement insignifiante de ce mot puissant, selon Whedon, ajoutait à son allure. Il a finalement créé le vaisseau à l'image d'une luciole.

### Format
Durant le tournage de l'épisode pilote, Whedon voulait encore, contre l'avis de la Fox, que la série soit diffusée en format écran large. Par conséquent, il a filmé à dessein des scènes dans lesquelles les acteurs sont placés le plus près possible des bords des deux côtés, afin qu'ils soient uniquement visibles en écran large. Cela a mené à quelques scènes sur les DVD (et plus tard les blu-rays) dans lesquelles des objets ou installations non visibles dans les diffusions originales en format 4:3 sont maintenant visibles, comme la scène où Wash mime le pilotage du vaisseau avec un manche invisible. Cependant, le pilote fut rejeté par les décideurs de la Fox, qui pensaient qu'il manquait d'action et que le capitaine était trop renfrogné. Une scène où l'équipage s'aplatit devant un baron du crime leur a également déplu, car elle impliquait que l'équipage était des « moins-que-rien ». La Fox a donc dit à Whedon un vendredi après-midi qu'il devait proposer un nouveau script de pilote le lundi matin ou la série ne serait pas diffusée. Whedon et Minear se sont donc enfermés tout le week-end pour écrire ce qui devenait alors le nouveau pilote, L'Attaque du train. Sous la direction de la Fox, ils ont introduit des personnages hauts en couleur comme l'acolyte Crow et les deux « hands of blue », ces derniers amenant aussi à une fin sur le modèle de X-Files.
Pour le nouveau pilote, la Fox a clairement exprimé qu'ils ne diffuseraient pas au format large. Whedon et sa compagnie de production avaient donc l'impression de « servir deux maîtres » en filmant au format large pour une diffusion ultérieure en DVD tout en gardant les objets dans le cadre afin que cela fonctionne quand même lors d'une diffusion au format recadré pour la télévision. Pour obtenir une sensation immédiate et immersive, les épisodes ont été filmés dans un style documentaire avec des caméras tenues à la main, leur donnant un aspect de found footage, avec des éléments délibérément hors-cadre ou des sujets hors focus,. Des scènes réalisées en infographie ont également imité le mouvement d'une caméra tenue à la main. Ce style, en revanche, n'a pas été utilisé pour les scènes impliquant le gouvernement central, l'Alliance, qui utilisent des travellings et du steadicam pour montrer la stérilité de cet aspect de l'univers de Firefly. Le lens flare est un autre style utilisé dans la série, renvoyant à la télévision des années 1970. Pour cela, le directeur de la photographie David Boyd a dû échanger les objectifs dernier cri qui réduisaient le lens flare contre des modèles moins chers.
Contrairement à d'autres séries ou films de science-fiction, Firefly montre l'espace comme étant silencieux, le vide ne pouvant transmettre le son.

### Décors

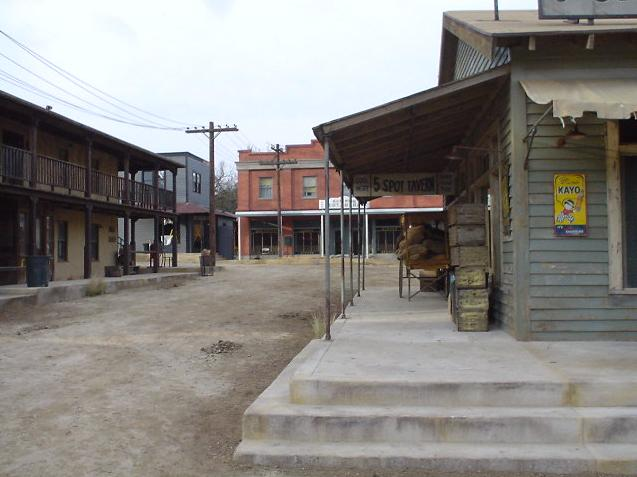
Le ranch de la Paramount, où ont été tournées des scènes de l'épisode Sains et Saufs.

Le chef décorateur Carey Meyer a construit le vaisseau Serenity en deux parties (une pour chaque étage), chacune constituant un décor complet avec des plafonds et des éclairages pratiques, de manière que les caméras puissent être utilisées avec des parties mobiles,. Ce décor en deux parties permettait aussi à la deuxième équipe de tourner dans une section pendant que les acteurs et la première équipe travaillaient dans l'autre sans être dérangée. Cette scénographie apportait d'autres avantages. L'un était qu'il permettait aux spectateurs d'avoir l'impression qu'ils étaient réellement dans un vaisseau. Pour Whedon, le design du vaisseau était crucial dans la définition de l'espace connu du spectateur, et qu'il n'y avait pas « quatre cent ponts et un holodeck et un buffet à volonté à l'arrière ». Il voulait montrer l'image d'un utilitaire, « défoncé mais habitable et qu'au bout du compte, c'était la maison ». Comme Joss Whedon l'affirme dans le commentaire DVD, chaque salle représente un sentiment ou un caractère, généralement transmis par la couleur de la peinture. Il explique qu'en se déplaçant depuis la salle des machines à l'arrière du vaisseau jusqu'à la passerelle à l'avant, les couleurs et l'ambiance passent de très chaudes à froides. Au-delà d'évoquer une ambiance associée au personnage qui passe le plus de temps dans chaque zone, la palette de couleurs fait allusion à la chaleur générée à l'arrière du vaisseau. Whedon tenait également à utiliser l'espace vertical, et avoir les quartiers d'équipage accessibles par une échelle était donc important. Un autre avantage à cette scénographie était qu'elle permettait également aux acteurs d'être dans le moment et d'interagir avec le décor, sans avoir à s'arrêter après chaque scène et tout remettre en état pour la suivante. Cela a aidé à contribuer au style documentaire voulu par Whedon.
Le décor a eu plusieurs influences, incluant les portes coulissantes et les petits cubicules rappelant les hôtels japonais. L'artiste Larry Dixon a noté que les murs de la soute rappelaient « des designs asiatiques entrelacés, chevauchants, nous rappelant intelligemment la culture de l'Alliance sino-américaine tout en formant artistiquement un motif pour l'échelle de référence du fond ». Dixon a aussi remarqué comment la scénographie contribuait à la narration par l'usage des couleurs, de la profondeur et de la composition, de l'éclairage, ainsi que son utilisation des diagonales et des motifs créés par les ombres.
Le petit budget était une autre raison de l'utilisation aussi importante du vaisseau dans la narration. Quand les personnages quittaient le vaisseau, tous les mondes avaient l'atmosphère et les couleurs de la Terre parce qu'ils ne pouvaient pas se permettre de concevoir des mondes extraterrestres. « Je ne voulais pas aller à Yucca Flat tous les deux épisodes et le transformer en Bizarro World en mettant le ciel en orange », se souvient Whedon. Comme Meyer se le rappelle : « Je pense qu'au final on avait la sensation d'utiliser beaucoup de lieux ou d'extérieurs qui faisaient trop western et que nous ne voulions pas forcément aller dans ce sens ; mais à un moment donné, c'était juste un moindre mal — que pouvions-nous réellement créer d'autre en trois jours ? ».

### Musique
Greg Edmonson a composé la bande originale de la série. Il a affirmé qu'il écrivait pour l'émotion du moment. Cependant, Jennifer Goltz a constaté qu'il écrivait aussi pour les personnages, indiquant que « […] Edmonson a développé une collection spécialisée de symboliques musicales pour la série ». Pour aider à illustrer la collection, la commentatrice a donné à certaines « signatures » clefs différents noms, notant que Serenity rappelait le thème principal de la série et qu'il était utilisé quand ils retournent au vaisseau ou qu'ils se rencontrent clandestinement : c'était « le son de leur maison ». Le slide de guitare et le fiddle utilisés dans ce morceau sont des instruments portables qui correspondent au style de vie de l'équipage : « […] la musique qu'ils jouent rappelle des airs joués en extérieurs, par des gens qui étaient la veille à des centaines de miles de là. Serenity évoque le style de vie nomade de l'équipage et souligne l'aspect western de la série ». Sad Violin était une autre signature émotionnelle. Ce morceau a été utilisé à la fin de la bataille de la Serenity Valley, mais a aussi aidé à mettre une ambiance à la blague que fait Mal quand il annonce à Simon que Kaylee est morte dans l'épisode Les Nouveaux Passagers. L'utilisation la plus mémorable du morceau, cependant, est à la fin de l'épisode Le Message, quand l'équipage pleure la mort de Tracey. C'est également la dernière scène tournée par les acteurs du dernier épisode, et elle est donc vue par eux comme par Edmonson comme un adieu à Firefly. Le morceau Péril était utilisé pour dénoter un danger imminent. Il s'agit d'« une pulsation basse, comme des battements de cœur, avec des carillons profonds et des cordes graves ». Le commentateur a également noté des « signatures » liées aux personnages. Le criminel Niska a sa propre signature : des mélodies d'Europe de l'Est ou du Moyen-Orient sur un bourdon grave. La musique caractéristique de Simon et River était du piano joué chichement avec un violon en arrière-plan. Il s'agit ici d'un contraste avec les instruments portables de Serenity : le piano est un instrument qui ne peut être déplacé facilement et évoque « la maison lointaine et la famille qui leur manque à tous les deux ». Ces « signatures » ont pour la plupart été créées pour le premier pilote Les Nouveaux Passagers et aidaient à améliorer la narration : « dans chaque épisode, la musique a intensifié mon expérience de cette série intelligente et remarquable. En utilisant et combinant toutes ces signatures, Greg Edmonson a amené des aspects de l'histoire et des personnages qui n'ont jamais été révélés explicitement dans d'autres aspects de la série ».
La bande originale exprime la fusion des cultures montrée dans la série. Les guitares de la musique western se mélangent à une influence asiatique pour produire l'atmosphère de fond de la série. Comme le note un commentateur, « de la vieille musique du futur — la musique des feux de camps rugissants et des cowboys tapageurs mélangés avec les sons chauds et pensifs de la culture asiatique, et, occasionnellement, une froide trompette impériale, proclamant la sombre présence structurelle d'un gouvernement autoritaire. Complètement excitant. »
Le thème principal de la série, The Ballad of Serenity, a été écrit par Joss Whedon et interprété par Sonny Rhodes. Whedon a écrit la chanson avant que la série soit validée et un enregistrement préliminaire interprété par Whedon peut être trouvé sur l'édition DVD. La bande originale de la série a été publiée sur CD le 8 novembre 2005 par le label de musique Varèse Sarabande, bien qu'une bande originale de 40 minutes ait été publiée sous la forme d'un EP numérique en septembre 2005.
The Ballad of Serenity a été utilisée par la NASA comme chanson de réveil pour l'astronaute Robert L. Behnken et les autres membres de l'équipage de STS-130 le 12 février 2010.

### Auditions

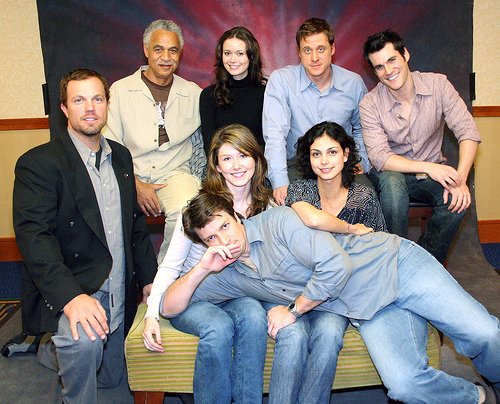
Firefly Flanvention, décembre 2005. Allongé au premier plan : Nathan Fillion ; assise à gauche, Jewel Staite, et à droite, Morena Baccarin ; autour d'eux, de gauche à droite : Adam Baldwin, Ron Glass, Summer Glau, Alan Tudyk, Sean Maher.

Pour les auditions de son équipage de neuf personnes, Whedon a commencé par regarder les acteurs et leur alchimie entre eux. L'acteur Sean Maher se souvient : « donc il nous a juste en gros tous regroupés, et je pense que c'est allé très vite, presque immédiatement, nous nous sommes tous liés ». Tous les neuf acteurs principaux avaient été choisis avant le tournage, cependant en tournant le pilote original Les Nouveaux Passagers, Whedon a décidé que Rebecca Gayheart était inappropriée pour le rôle d'Inara Serra, et a tourné ses scènes en solo de manière à pouvoir facilement les remplacer. Morena Baccarin a alors auditionné pour le rôle et, deux jours après, était sur le plateau dans son premier rôle télévisé : « Joss m'a amenée depuis la salle d'essais comme un papa tout fier, tenant ma main et me présentant », se rappelle Baccarin.
Whedon a approché Nathan Fillion pour jouer le rôle principal de Malcolm Reynolds et après qu'il lui a expliqué le principe et montré la description du pilote, Fillion était désireux de jouer ce rôle. Ce dernier a été rappelé plusieurs fois pour lire son rôle avant d'être engagé. Il a mentionné que « c'était vraiment passionnant. C'était mon premier rôle principal et j'étais plutôt nerveux, mais je voulais vraiment ce rôle et je voulais raconter ces histoires ». Fillion annonça plus tard qu'il avait « le cœur brisé » quand il a appris que la série était arrêtée. Il a qualifié sa participation à Firefly de meilleur travail d'acteur qu'il ait jamais eu et compare chacun de ses emplois à celui-ci.
Alan Tudyk a postulé via une agence de casting et a été appelé plusieurs mois plus tard pour une audition durant laquelle il a rencontré Whedon. Il a ensuite été rappelé pour faire un test avec deux candidates pour le rôle de Zoe (l'épouse de Wash, le personnage qu'il devait interpréter) et apprend alors que le choix était alors entre lui et un autre candidat. Les Zoe pour lesquelles il a fait les tests n'ont pas été sélectionnées (Gina Torres a finalement reçu le rôle) et Tudyk a été renvoyé chez lui, mais reçut un appel l'informant qu'il avait quand même le rôle. Son audition est incluse dans les suppléments de la version DVD de la série.
Gina Torres, qui avait déjà joué dans plusieurs rôles de science-fiction ou fantasy (Cleopatra 2525, Matrix Reloaded, Alias, Hercule) n'était d'abord pas intéressée pour jouer dans une nouvelle série de science-fiction, mais « fut conquise par la qualité du matériau source ». Elle se rappelle que « vous aviez ces personnages difficiles habitant un monde difficile et cela permettait une superbe narration. Et pas d'extraterrestres ! ».
Pour Adam Baldwin, qui a grandi en regardant des westerns, le rôle de Jayne Cobb était particulièrement significatif.
L'actrice canadienne Jewel Staite a auditionné par vidéo depuis Vancouver et reçut la demande de venir à Los Angeles pour rencontrer Whedon, qui la recruta alors pour le rôle de Kaylee Frye, la mécanicienne du vaisseau.
Sean Maher se souvient avoir lu pour le rôle et avoir aimé le personnage de Simon Tam, mais que c'était la personnalité et vision de Whedon qui a « conclu le deal pour lui ». Pour le rôle de la sœur de Simon, River Tam, Whedon a appelé Summer Glau pour une audition et un test le même jour. Glau avait déjà travaillé pour Whedon dans l'épisode d’Angel « Les Coulisses de l'éternité ». Deux semaines plus tard, Whedon l'a appelée pour lui confirmer qu'elle avait le rôle.
L'acteur vétéran de la télévision Ron Glass a dit qu'avant Firefly, il n'avait jusqu'alors jamais joué ou recherché un rôle de science-fiction ou de western, mais qu'il est tombé amoureux du script du pilote et du personnage de Derrial Book.

### Équipe de production

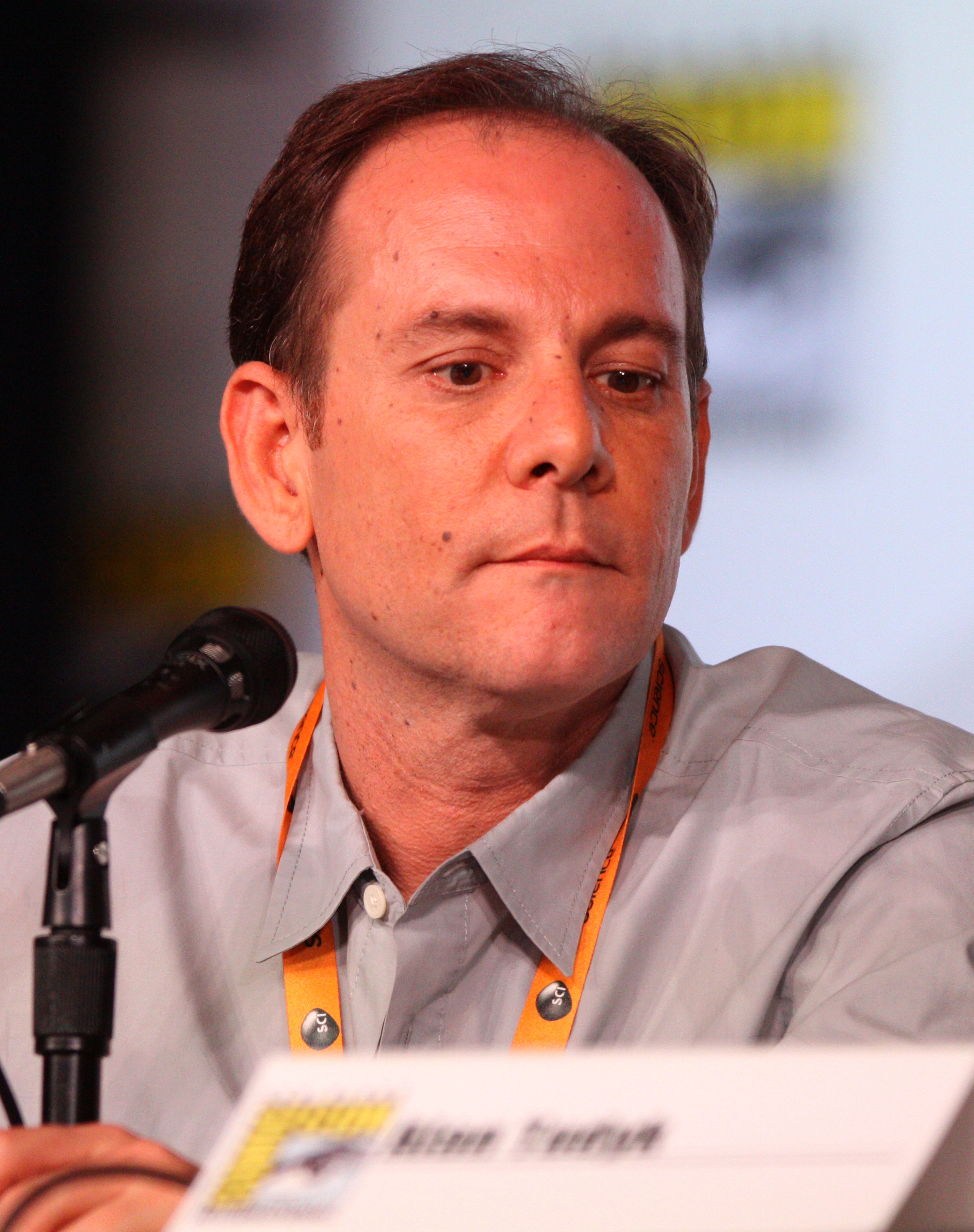
Le scénariste et co-showrunner Tim Minear au Comic-Con de San Diego, en 2012.

Tim Minear a été sélectionné par Whedon pour être le show runner, qui agit en tant que chef scénariste et directeur de la production. Selon Whedon, « [Minear] comprenait la série mieux que n'importe quel être humain, et y apporte tout bonnement tellement que j'y pense comme s'il en avait toujours fait partie ». Beaucoup d'autres membres de l'équipe de production furent choisis parmi les gens avec qui Whedon avait déjà travaillé, à l'exception du directeur de la photographie David Boyd qui était la « grosse trouvaille » et qui était « plein de joie et d'énergie ».
Les scénaristes furent sélectionnés après entretiens et échantillons d'écriture. Parmi ceux-ci, il y avait Jose Molina, Ben Edlund, Cheryl Cain, Brett Matthews, Drew Z. Greenberg et Jane Espenson. Espenson a écrit un article sur le processus d'écriture chez Mutant Enemy. Une réunion avait lieu et une idée est lancée, généralement par Whedon, et les scénaristes commençaient un brainstorming pour développer le thème central de l'épisode et le développement des personnages. Ensuite, les scénaristes, à l'exception de celui responsable de l'épisode de la semaine précédente, se réunissaient dans l'antichambre du bureau de Whedon et commençaient à scinder l'histoire en actes et en scènes. Pour l'équipe, l'une des clefs du découpage en actes était de placer les coupures pub et de s'assurer que le spectateur revienne. « Trouver ces moments dans l'histoire aidait à lui donner sa forme : il fallait y penser comme aux piliers soutenant la structure ». Par exemple, dans Le Duel, la coupure pub intervient quand Malcolm Reynolds est gravement blessé et perd le duel. « Elle ne survient pas quand Mal retourne le combat, quand il se tient victorieux au-dessus de son adversaire. Ce sont deux grands moments, mais l'un vous laisse curieux et l'autre non ».

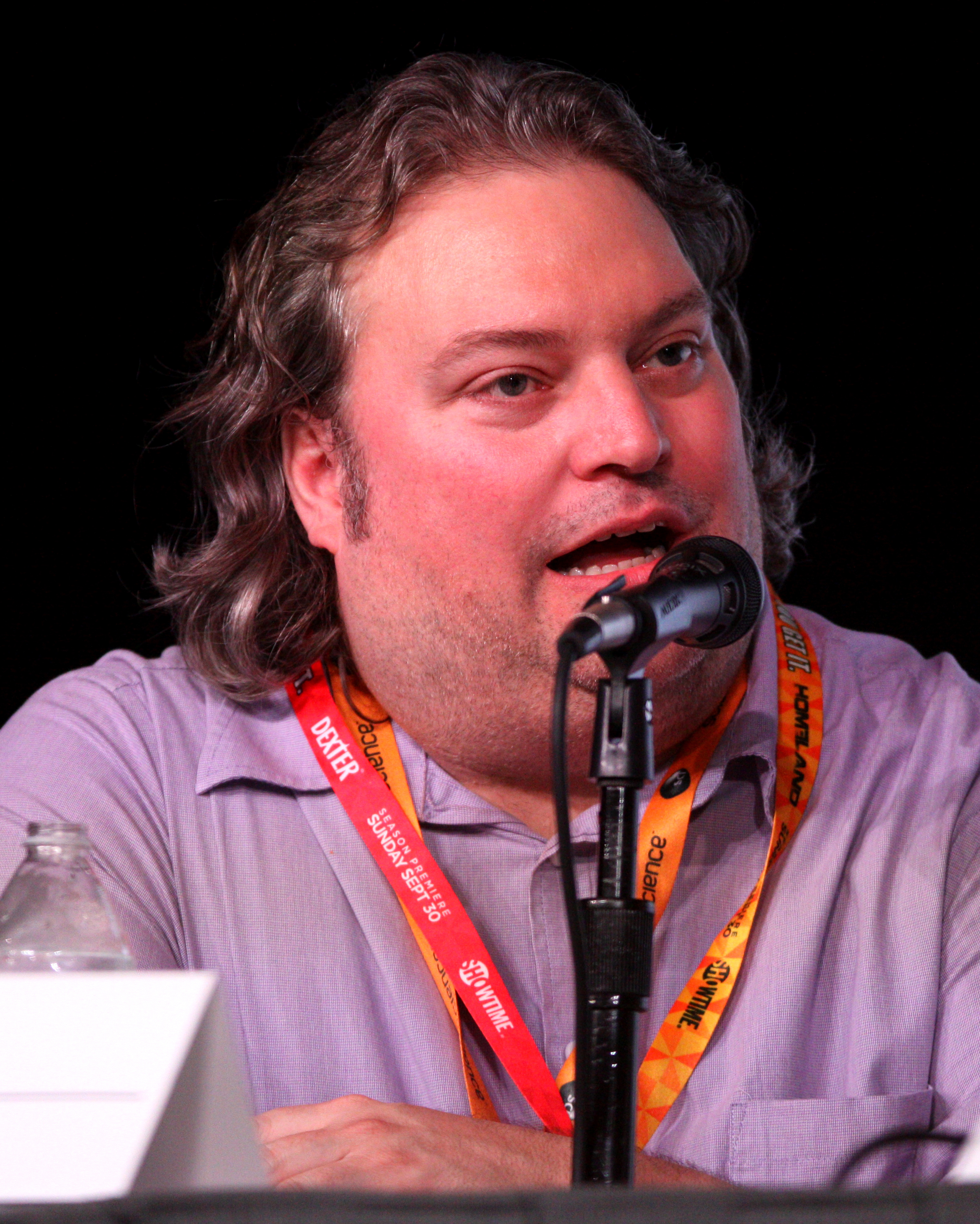
Le scénariste Jose Molina, au Comic-Con de San Diego, en 2012.

Ensuite, les scénaristes développent les scènes sur un tableau blanc, comprenant « une brève description ordonnée de chaque scène ». Un scénariste est choisi pour faire un résumé du concept de l'épisode (potentiellement avec quelques lignes de dialogue et plaisanteries) en une journée. Ce compte-rendu est donné au show runner Tim Minear, qui le corrige en une journée. Le scénariste utilise ce résumé corrigé pour écrire la première version du script pendant que les autres scénaristes travaillent sur le développement de l'épisode suivant. Cette première version est généralement soumise à correction sous trois à quatorze jours, après quoi une seconde et parfois une troisième version est écrite. Après que toutes les révisions soient faites, la version finale est produite en tant que « version de tournage ».

### Costumes
Jill Ohanneson, la costumière originelle de Firefly, avait engagé Shawna Trpcic comme assistante pour le pilote. Quand la série a été validée, Ohanneson était prise par un autre travail et a décliné le poste, suggérant que Trpcic prenne sa place.
Les costumes sont principalement influencés par la Seconde Guerre mondiale, la guerre de Sécession, la conquête de l'Ouest et les samouraïs du Japon de 1861. Trpcic a utilisé des rouges et des orange profonds pour les rôles principaux, pour donner une sensation de « maison », contrastant avec les gris et bleus froids utilisés pour l'Alliance. Les personnages se faisant fréquemment tirer dessus, Trpcic a dû faire jusqu'à six versions du même costume pour les prises multiples.
- Pour River, beaucoup de couleurs vives ont été utilisées pour la mettre à l'écart du reste de l'équipage du Serenity. River avait des bottes pour contraster avec les tissus doux de ses vêtements, « parce que : qui est – elle cette fille douce, belle, sensible, mais avec ce caractère intérieur pur et dur », se souvient Trpcic[46].
- Les concepteurs voulaient également faire contraster Simon, le frère de River, avec le reste de l'équipage. Alors qu'ils sont habillés de coton, Simon porte de la laine, des tissus raides, du satin et de la soie. Il est le dandy, mais au fur et à mesure de la série, il s'est légèrement laissé aller[47].
- Pour Kaylee, Trpcic a étudié la jeunesse japonaise et chinoise, le personnage étant à l'origine supposé être asiatique. Les autres inspirations pour les costumes de Kaylee étaient Rosie the Riveter et les affiches communistes chinoises[48].
- Les costumes d'Inara dénotent son statut social élevé, et sont très féminins et attirants.
- Trpcic a conçu et créé les costumes pour le personnage secondaire de Badger]en pensant à Joss Whedon, qui pensait à l'origine interpréter ce rôle. Quand il fut attribué à la place à Mark Sheppard, les costumes taillés pour Whedon lui allaient[49].
- Pour l'Alliance, à part les gris et les bleus froids, Trpcic avait en tête l'Allemagne nazie, mais a mélangé l'ensemble avec d'autres guerres, ses premiers croquis étant « trop nazis »[50]. Les uniformes des soldats de l'Alliance sont ceux du film de 1997 Starship Troopers[f],[51]
- Dans le commentaire de l'épisode pilote, Whedon signale que « les méchants portent des chapeaux, les gentils non »[8].

### Épisodes non produits
Le script d'un épisode intitulé Dead or Alive avait été écrit par Cheryl Cain, mais il n'a jamais été tourné.
Depuis l'arrêt de la série, plusieurs acteurs et membres de l'équipe de production ont révélé des détails sur ce qu'ils avaient prévu pour l'avenir de la série, :
- Alan Tudyk avait l'idée d'une planète où il fait toujours jour d'un côté et toujours nuit de l'autre. Du côté nocturne, Jayne renverse accidentellement une phéromone spécifique sur lui et le reste de l'équipage, qui attire une espèce de chiens. L'équipage est alors poursuivi jusqu'au vaisseau par ces chiens. Une fois là-bas, River utilise ses pouvoirs mentaux pour domestiquer les chiens.
- Adam Baldwin voulait faire un épisode où Jayne s'oppose à Mal en tant que capitaine de son propre vaisseau.
- Tim Minear a révélé le secret de la seringue d'Inara, vu dans le pilote de la série : elle est infectée avec un poison mortel. Il y aurait eu un épisode où elle est violée en réunion par des Ravageurs. Comme elle se serait injecté la seringue, tous les Ravageurs du vaisseau seraient morts.
- Selon Nathan Fillion, il y avait un épisode prévu dans lequel l'équipage se pose sur une planète mourante. Les habitants essaient de voler le Serenity, après avoir expliqué à l'équipage leur besoin de quitter la planète. Le problème était que sauf à croiser un autre vaisseau en chemin, avec les passagers supplémentaires, le Serenity n'aurait pas eu assez de carburant et d'oxygène pour rejoindre la plus proche destination. Alors que tous les autres sont endormis, Mal prend le vaisseau lui-même et découvre que l'aide ne serait jamais arrivée.

## Épisodes
Firefly est composé d'un pilote de 86 minutes et de treize épisodes de 44 minutes. La série est originellement diffusée à partir de septembre 2002 aux États-Unis sur le réseau Fox, qui diffuse les épisodes dans le désordre. La société a ainsi rejeté le pilote initial, ([es Nouveaux Passagers (Serenity), parties 1 et 2, finalement diffusées en dernier), et demandé à Joss Whedon d'en proposer un autre ; en trois jours, l'auteur écrivit L'Attaque du train, qui devenait ainsi le nouveau pilote.
Alors que Whedon avait conçu la série pour qu'elle compte sept saisons, les relatifs mauvais classements poussent la Fox à arrêter la série en décembre après que seulement 11 des 14 épisodes réalisés ont été diffusés. Les trois épisodes non diffusés par la Fox l'ont finalement été en 2003 lors de la diffusion britannique sur Sci Fi Channel, après que Whedon a fourni à la chaîne l'ordre de diffusion correct.
Avant l'arrêt, certains fans inquiets des mauvais résultats ont créé la campagne Firefly Immediate Assistance dont le but était de soutenir la production de la série en envoyant des cartes postales à la Fox. Après l'arrêt, cette campagne s'est réorientée pour tenter d'obtenir la diffusion sur un autre réseau tel qu'UPN ou Sci Fi Channel pour continuer la série. Cette tentative a été aussi infructueuse que la première.
L'ordre des épisodes présenté ici est celui qui avait été originellement planifié et qui apparaît sur les DVD, la colonne « Fox » indique l'ordre de diffusion sur ce réseau en 2002.
| № | Fox | Titre                                            | Réalisation        | Scénario                | Première diffusion                                    | Code de production |
| --- | --- | ------------------------------------------------ | ------------------ | ----------------------- | ----------------------------------------------------- | ------------------ |
| 1 | 11  | Les Nouveaux Passagers Serenity (part 1, part 2) | Joss Whedon        | Joss Whedon             | États-Unis : 20 décembre 2002 France : 31 mars 2005   | 1AGE79             |
| Le capitaine Malcolm Reynolds et son équipage pillent la carcasse d'une épave dérivant dans l'espace. Mais la marchandise s’avérera quasiment invendable. Pour obtenir l'argent nécessaire au voyage permettant d'aller là où elle serait négociable, Malcolm Reynold embarque quelques passagers. Mais le trajet ne se déroule pas sans surprises…                         |     |                                                  |                    |                         |                                                       |                    |
| 2 | 1   | L'Attaque du train The Train Job                 | Joss Whedon        | Joss Whedon, Tim Minear | États-Unis : 20 septembre 2002 France : 7 avril 2005  | 1AGE01             |
| Malcolm Reynolds décide de voler la cargaison d'un train de marchandise pour le compte d'un criminel notoire, Adelei Niska. Mais leur forfait accompli, les membres du Serenity s'aperçoivent qu'ils se sont emparés des médicaments destinés à un village contaminé par une terrible maladie…                                                                              |     |                                                  |                    |                         |                                                       |                    |
| 3 | 2   | Pilleurs d'épave Bushwhacked                     | Tim Minear         | Tim Minear              | États-Unis : 27 septembre 2002 France : 7 avril 2005  | 1AGE02             |
| L'équipage du Serenity découvre un vaisseau dont l'équipage et les passagers ont été massacrés par les Ravageurs ; le seul survivant semble durablement traumatisé. Et celui-ci s'avèrera particulièrement dangereux… |     |                                                  |                    |                         |                                                       |                    |
| 4 | 6   | Le Duel Shindig                                  | Vern Gillum        | Jane Espenson           | États-Unis : 1er novembre 2002 France : 21 avril 2005 | 1AGE03             |
| Lors d'une réception, Malcolm Reynolds provoque en duel Atherton Wing, un noble qui courtisait vulgairement Inara. Hélas, l'homme est une fine lame et Reynolds ne connait rien à l'épée… |     |                                                  |                    |                         |                                                       |                    |
| 5 | 7   | Sains et Saufs Safe                              | Michael Grossman   | Drew Z. Greenberg       | États-Unis : 8 novembre 2002 France : 28 avril 2005   | 1AGE04             |
| Book, Simon, et River se retrouvent dans une situation délicate à la suite d'une mission de transport de bétail qui a mal tourné. Malcolm Reynolds doit gérer les priorités pour tenter de sauver tout le monde… |     |                                                  |                    |                         |                                                       |                    |
| 6 | 3   | La Femme du commandant Our Mrs. Reynolds         | Vondie Curtis-Hall | Joss Whedon             | États-Unis : 4 octobre 2002 France : 14 avril 2005    | 1AGE05             |
| Malcolm Reynolds découvre une jeune femme, Saffron, qui a embarqué comme passager clandestin. Celle-ci déclare être son épouse, en vertu des coutumes de la lune qu'ils viennent de quitter. Très embarrassé, Malcolm essaye d'accueillir au mieux la demoiselle, qui n'est pas aussi inoffensive qu'elle en a l'air…                                                       |     |                                                  |                    |                         |                                                       |                    |
| 7 | 4   | De la boue et des hommes Jaynestown              | Marita Grabiak     | Ben Edlund              | États-Unis : 18 octobre 2002 France : 14 avril 2005   | 1AGE06             |
| Le Serenity se pose sur la lune d'Higgins, que Jayne connait malheureusement trop bien : lui et un complice, appelé Stitch, ont volé l'argent qui appartenait au gouverneur local Higgins. Mais, pour des raisons qu'il peine d'abord à comprendre, la population l'accueille comme un héros…                                                                               |     |                                                  |                    |                         |                                                       |                    |
| 8 | 5   | La Panne Out of Gas                              | David Solomon      | Tim Minear              | États-Unis : 25 octobre 2002 France : 21 avril 2005   | 1AGE07             |
| Le Serenity dérive dans l'espace à la suite d'une panne moteur. Malcolm Reynolds a fait évacuer l'équipage et, seul à bord, tente de faire repartir la machine. Face aux difficultés qu'il rencontre, il se rappelle comment tout a commencé, de l'achat de son vaisseau en collaboration avec Zoe à l'arrivée de Wash, de Kaylee, de Jayne, et d'Inara.                    |     |                                                  |                    |                         |                                                       |                    |
| 9 | 8   | Intrusion Ariel                                  | Allan Kroeker      | Jose Molina             | États-Unis : 15 novembre 2002 France : 28 avril 2005  | 1AGE08             |
| Toujours à court d'argent, Malcolm finit par se laisser convaincre par Simon : ils iront voler de précieux médicaments dans un hôpital situé sur la planète Ariel ; Simon en profitera pour effectuer une image du cerveau de River et ainsi mieux savoir ce qu'elle a subi durant sa détention. Mais l'Alliance n'a jamais été aussi bien informée des intentions des Tam… |     |                                                  |                    |                         |                                                       |                    |
| 10 | 9   | Histoires anciennes War Stories                  | James A. Contner   | Cheryl Cain             | États-Unis : 6 décembre 2002 France : 5 mai 2005      | 1AGE09             |
| Wash fait une crise de jalousie : il craint la proximité entre Zoe et Malcolm et persuade ce dernier de l'emmener avec lui pour une mission soi-disant de routine. Mais les deux hommes sont capturés par Adelei Niska, bien déterminé à se venger de l'argent qu'ils lui ont fait perdre auparavant…                                                                       |     |                                                  |                    |                         |                                                       |                    |
| 11 | n/a | Déchet précieux Trash                            | Vern Gillum        | Ben Edlund, Jose Molina | Royaume-Uni : 21 juillet 2003 France : 12 mai 2005    | 1AGE12             |
| Saffron convainc l'équipage du Serenity de dérober une antiquité extrêmement précieuse qui dort dans la collection de l'un de ses anciens « maris » : un des premiers pistolets laser. Mais Saffron ne fournit pas toutes les informations dont elle dispose… |     |                                                  |                    |                         |                                                       |                    |
| 12 | n/a | Le Message The Message                           | Tim Minear         | Joss Whedon, Tim Minear | Royaume-Uni : 28 juillet 2003 France : 19 mai 2005    | 1AGE13             |
| Malcolm et Zoe retrouvent Tracey Smith, un ancien camarade de lutte ; malheureusement, celui-ci s'est arrangé pour les obliger à l'aider alors même qu'un officier corrompu de l'Alliance, le lieutenant Womack, est à ses trousses… |     |                                                  |                    |                         |                                                       |                    |
| 13 | n/a | Mission secours Heart of Gold                    | Thomas J. Wright   | Brett Matthews          | Royaume-Uni : 4 août 2003 France : 12 mai 2005        | 1AGE10             |
| Inara demande aux membres du Serenity de l'aider à secourir Nandi, une de ses anciennes amies menacée par un potentat local appelé Rance Burgess… |     |                                                  |                    |                         |                                                       |                    |
| 14 | 10  | Objet volant identifié Objects in Space          | Joss Whedon        | Joss Whedon             | États-Unis : 13 décembre 2002 France : 5 mai 2005     | 1AGE11             |
| Le Serenity est infiltré par le chasseur de primes Jubal Early, prêt à tout pour ramener Simon et surtout River. Il terrorise l'équipage car, malheureusement pour lui, il n'arrive pas à trouver River aussi facilement qu'il l'aurait voulu… |     |                                                  |                    |                         |                                                       |                    |

## Sorties vidéo
Un coffret contenant les quatorze épisodes tournés, y compris ceux encore non diffusés à la télévision aux États-Unis est sorti en DVD zone 1 le 9 décembre 2003 (avec bande-son française et sous-titres anglais et espagnols), en zone 2 le 19 avril 2004 (édition britannique en anglais uniquement) et en zone 4 le 2 août 2004. Ce coffret contient tous les épisodes dans l'ordre prévu par les créateurs, ainsi que sept commentaires d'épisodes, des scènes coupées et d'autres bonus. Les DVD contiennent les épisodes dans le format 16:9 prévu à l'origine, en format large anamorphosé et son Dolby Surround. En septembre 2005, le DVD s'était vendu à environ 500 000 copies et avait été une des meilleures ventes sur Amazon.com pendant des mois.
Une édition Blu-Ray (Régions A et B) de la série est sortie aux États-Unis en novembre 2008 : elle se compose de trois disques et comporte les pistes audio suivantes : anglais, français, allemand et espagnol, plus des sous-titres en anglais, espagnol et en néerlandais.

## Réception

### Critiques
Beaucoup de critiques ont porté sur la fusion de western et de space opera de la série. Matt Roush de TV Guide, par exemple, a qualifié la série de « farfelue » et d'« excentrique », et a noté à quel point la série prenait littéralement la métaphore des space operas en tant que des westerns. Roush a dit avoir trouvé « choquant » le passage du voyage spatial à celui à cheval, mais qu'une fois habitué à cela, il a trouvé les personnages intelligemment écrits, et que la narration était un net équilibre d'action, de tension et d'humour. Plusieurs critiques, cependant, ont dénoncé ce cadre : Tim Goodman du San Francisco Chronicle a trouvé que le mélange de western et de science-fiction était un « méli-mélo forcé de genre diamétralement opposés juste pour le plaisir d'être différent » et a qualifié la série de « vaste déception » et Carina Chocano de Salon.com a affirmé que « la métaphore de l'espace par la conquête de l'Ouest était franchement redondante, aucun des deux genres n'étant relié au présent ». Emily Nussbaum du New York Times, dans sa critique du coffret DVD, note que la série contient « un mélange des genres farfelu qui aurait pu la condamner dès le début : c'était une comédie dramatique de science-fiction occidentale avec des personnages riches et des questionnements existentiels, difficile à vendre dans une saison dominée par Joe Millionaire ».
Le Boston Globe a décrit Firefly comme un « merveilleux désordre d'imagination débordant de possibilités ». La critique note de plus la différence entre cette série et les autres qui « déboulent sur la scène avec des bons pilotes et se dégradent rapidement vers la médiocrité… Firefly suit le processus créatif inverse ». Jason Snell a consacré la série comme l'une des meilleures à la télévision, et l'une « avec le plus de potentiel pour une brillance future ».
Les critiques ont également comparé Firefly à la principale autre série de Whedon, Buffy contre les vampires. Chocano a trouvé que la tension psychologique de Buffy manquait à la série, mais a suggéré que cela pouvait venir de la diffusion des épisodes dans le désordre. MSN, en revanche, a indiqué qu'après avoir vu le coffret DVD il était facile de comprendre pourquoi la série avait attiré autant de fans absolus : « tous les traits caractéristiques de Whedon sont là : des dialogues savoureux, des décors originaux, et une exploration sombre de la défaillance humaine qui avaient rendu Buffy brillante ont trouvé leur voie dans ce drame spatial ».

### Fans

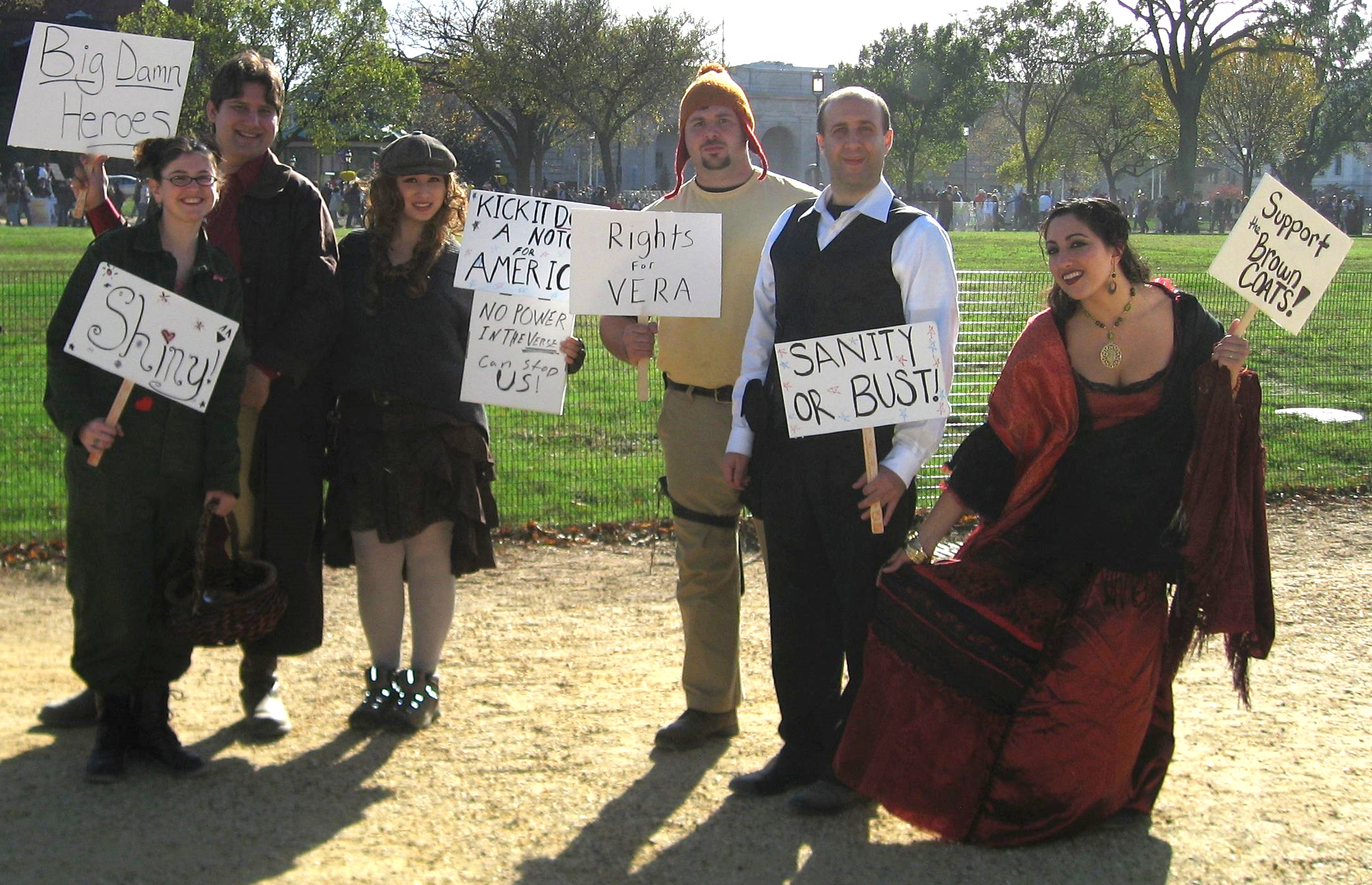
Des fans de Firefly lors du Rally to Restore Sanity and/or Fear.

Les fans de cet univers sont appelés les Browncoats ou les « flans » (à la suite d'un lapsus de l'acteur Nathan Fillion).
Firefly a généré une base loyale de fans durant les trois mois de sa première diffusion sur la Fox à la fin de l'année 2002. Leur premier point de rencontre a été le forum de discussion initié par la Fox pour les commentaires des téléspectateurs sur la série. Ce site, maintenant connu comme l’Original Board ou OB était toujours actif une décennie plus tard. Ces fans, se surnommant eux-mêmes les Browncoats d'après les partisans des mondes indépendantistes de la série, ont utilisé l’OB comme plateforme pour organiser une tentative de sauver la série de l'abandon par la Fox. Ces efforts ont inclus une levée de fonds pour acheter une page de publicité dans le magazine Variety et l'envoi de cartes postales à UPN. Bien qu'ils n'aient pas réussi à trouver un réseau voulant reprendre la série, leur soutien a permis la sortie de la série sur DVD en décembre 2003. Une campagne ultérieure a rassemblé plus de 14 000 $ de dons pour acheter et placer des coffrets DVD de la série sur 250 navires de l'US Navy pour les moments de loisir des équipages en avril 2004.
Ces activités et d'autres menées continuellement par les fans ont fini par persuader Universal Studios de produire un film, Serenity (ce titre a été choisi, selon Whedon, parce la Fox possédait toujours les droits du nom Firefly.) Plusieurs projections non finalisées du film ont eu lieu pour les fans à partir de mai 2005 pour tenter de créer un buzz pour tenter d'augmenter les ventes de tickets lors de la sortie de la version définitive du film le 30 septembre 2005 Le film n'a pas eu autant de succès que les fans l'avaient espéré, étant seulement numéro deux et ne faisant que 40 millions de dollars dans le monde durant sa diffusion initiale au cinéma.
Le 23 juin 2006, des fans ont organisé la première projection mondiale de charité de Serenity dans 47 villes, sous le titre de Can't Stop the Serenity ou CSTS, en référence au slogan du film Can't stop the signal. L'événement a depuis été reconduit tous les ans, le nombre de villes impliquées variant à chaque édition.
Le 23 juin 2006 a eu lieu une autre campagne surnommée Serenity Day, durant laquelle des fans ont acheté (et convaincu d'autres personnes d'acheter) des exemplaires des DVD de Serenity et Firefly dans l'espoir de convaincre Universal que faire une autre suite était une bonne opération commerciale. Ce jour-là, Serenity et Firefly ont atteint respectivement les second et troisième rang des meilleures ventes DVD. Ces deux événements ont eu lieu des 23 juin, date d'anniversaire de Joss Whedon.
Un documentaire fait par les fans intitulé Done the Impossible est sorti dans le commerce en juillet 2006. Il raconte l'histoire des fans de la série et comment celle-ci les a affectés, et comprend des interviews de Whedon et plusieurs des acteurs. Une partie des ventes du DVD est donnée à Equality now.
L'astronaute de la NASA Steven Swanson, un Browncoat, a embarqué les DVD de Firefly et Serenity avec lui à bord de l'Atlantis durant la mission STS-117 en juin 2007,,. Ces DVD ont été ajoutés à la collection de médias disponibles pour les loisirs de l'équipage de la station spatiale internationale.
Une suite non officielle et non commerciale faite par des fans, intitulée Browncoats: Redemption, a été projetée pour la première fois le 4 septembre 2010 durant la Dragon*Con 2010. Selon le site du film, Whedon a donné sa bénédiction pour ce projet. Le film a été vendu en DVD et Blu-Ray sur le site du film, tous les bénéfices des ventes étant réparties entre cinq organisations caritatives. Le film a depuis été diffusé dans plusieurs conventions de science-fiction aux États-Unis, en donnant de la même façon les revenus des entrées. Toutes les ventes se sont achevées le 1er septembre 2011, un an après sa première projection, avec des revenus totaux se montant à plus de 115 000 $ Une discussion continue au sein de la communauté à propos de la diffusion en conjonction avec le projet Can't Stop the Serenity.

### Statut culte

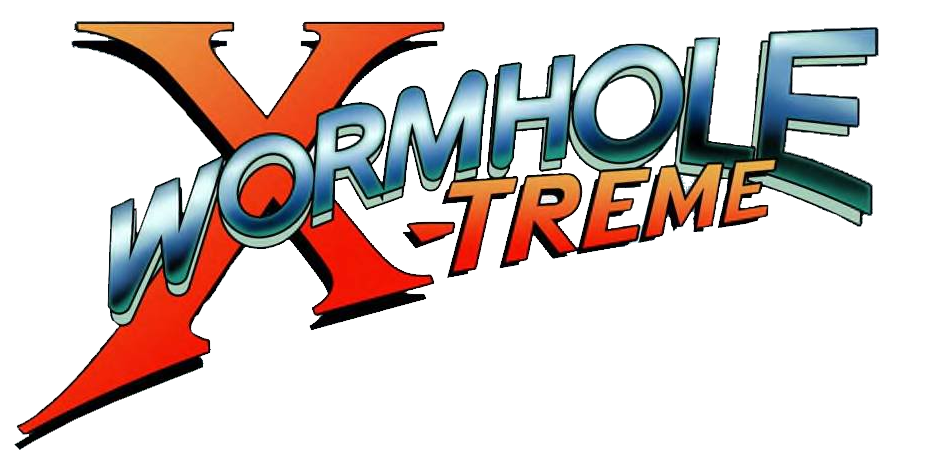
L'épisode Wormhole X-Treme, le film de Stargate SG-1 est une référence à Serenity et Firefly.

En 2005, le site du magazine New Scientist organisait un sondage internet pour déterminer « la meilleure science-fiction dans l'espace du monde de tous les temps ». Firefly est arrivée en premier, et sa suite cinématographique Serenity en second. En 2012, Entertainment Weekly a listé la série à la onzième place dans les « 25 meilleures séries culte des 25 dernières années », commentant que « comme souvent, le martyre n'a fait que renforcer sa légende ».
Brad Wright, le co-créateur de Stargate SG-1, a dit que le 200e épisode de la série, Wormhole X-Treme, le film, est « un petit bisou à Serenity et Firefly, qui était potentiellement l'une des meilleures séries arrêtées de l'histoire ». Dans l'épisode, « Martin Lloyd va voir le S.G.C parce que même si la série Wormhole X-Treme a été arrêtée au bout de 3 épisodes, elle a tellement bien marché en DVD qu'ils vont réaliser un film au cinéma ».
Le film Serenity a été voté meilleur film de science-fiction de tous les temps dans un sondage du magazine SFX. Firefly a plus tard été classée par TV Guide no 25 des « meilleurs séries culte de tous les temps ». Le nom de l'application Google Wave a été inspiré par la série, où une wave désigne une communication électronique, souvent vidéo.
Dans The Big Bang Theory, Sheldon Cooper est un fan de Firefly. Quand lui et Leonard Hofstadter discutent de leur règlement de colocation, ils inscrivent un passage consacrant les vendredis soir à regarder Firefly, car Sheldon pense que la série va durer des années. Quand elle est arrêtée, il qualifie Rupert Murdoch, le propriétaire de Fox de traître. Dans la deuxième saison de The Big Bang Theory, dans l'épisode 17 (Terminator dans le train), Summer Glau apparaît dans son propre rôle, et rencontre Howard, Leonard et Raj. Tous tentent de la séduire sans succès. Plus tard, dans l'épisode 15 de la saison 8, c'est Nathan Fillion qui fait une apparition dans son propre rôle. Leonard et Raj le croisent dans un café, Nathan Fillion prétend d'abord ne pas être le célèbre acteur mais quand il se dévoile, Raj lui fait dire la réplique "I swear, by my pretty floral bonnet, I will end you" pour être convaincu.
Dans la série Community, les personnages de Troy et de Abed sont des fans de Firefly. Ils ont un accord disant que si l'un d'eux meurt, l'autre devra maquiller ce décès en suicide causé par l'arrêt de la série, dans l'espoir de la faire revenir.
Dans la mini-série de 2003, Battlestar Galactica, un vaisseau ressemblant au Serenity est visible en arrière plan de la scène où un cancer du sein est diagnostiqué à Laura Roslin (Mary McDonnell). Le Serenity est un des vaisseaux insérés en tant que caméos dans des scènes par Zoic Studios, la société responsable des effets numériques de Firefly et de Battlestar Galactica.
Dans une interview du 17 février 2011 sur Entertainment Weekly, Nathan Fillion a plaisanté que « si je gagnais 300 millions de dollars au loto de Californie, la première chose que je ferais est d'acheter les droits de Firefly pour qu'elle m'appartienne, et la diffuser sur internet ». Cela a rapidement entraîné une initiative des fans pour lever les fonds nécessaires à l'achat des droits. Le 7 mars de la même année, les organisateurs ont annoncé l'abandon du projet à cause du manque de soutien des créateurs, avec un million de dollars déjà promis à ce moment. Ces fans se lancent maintenant dans la création de leur propre compagnie de science-fiction financée par les fans.
En mars 2011, le comédien Mikey Mason a publié sur YouTube un vidéoclip pour une chanson intitulée She Don't Like Firefly (« elle n'aime pas Firefly ») Ce clip humoristique détaille pourquoi il a dû rompre avec une petite amie qui était autrement complètement geek.
Joss Whedon, Tim Minear, et les acteurs Nathan Fillion, Alan Tudyk, Summer Glau, Adam Baldwin et Sean Maher se sont réunis à la San Diego Comic-Con de 2012 pour une conférence spéciale 10e anniversaire. Dix mille personnes ont fait la queue pour y assister, et elle s'est terminée par une standing ovation de la foule entière adressée aux acteurs et à l'équipe technique.
Une émission spéciale 10e anniversaire intitulée Browncoats Unite a été diffusée sur Science le 11 novembre 2012. Elle montrait Joss Whedon, Tim Minear et plusieurs des acteurs discutant de l'historie de la série.
La série télévisée Castle, dans laquelle Nathan Fillion joue le rôle principal, a fait des références régulières à Firefly. Castle a des éléments de décor de la série comme objets de décoration dans sa maison, s'est habillé en « cowboy de l'espace » pour Halloween (« tu portais ça il y a cinq ans », se plaint sa fille), parle le chinois qu'il a appris « d'une série télé [qu'il] a aimée », et a fait de rapides mouvements « two-by-two » en portant des gants chirurgicaux bleus. Il lui a été demandé de manière humoristique s'il connaissait un spa appelé Serenity et des expressions culte de Firefly, telles que « shiny », « special hell » et « I was aiming for the head » ont été utilisées comme piques dans des moments-clefs de Castle. Il a également travaillé sur une affaire de meurtre dans une convention de science-fiction, dont les suspects étaient les acteurs d'un space opera arrêté depuis des années après une seule saison (saison 5, épisode 6), et croise des personnages interprétés par Adam Baldwin (saison 4, épisode 21 et saison 8, épisode 6) et Gina Torres (saison 5, épisode 14),,.
En 2015, le collectif Geekiarchy écrit la chanson Bring Firefly Back (parodie d'un titre de Cher Lloyd) et réalise un clip où des fans, vêtus comme les personnages de la série, font irruption de façon musclée dans les locaux de la Fox pour exiger le retour de leur série préférée.
Dans l'épisode 3 de la saison 2 de Flynn Carson et les Nouveaux Aventuriers, Cassandra explique comment elle a pu découvrir les véritables dimensions du tunnel juste en regardant une vidéo : elle a fait de même pour le vaisseau Serenity, en calculant sa dimension à partir de la taille de Nathan Fillion et du nombre du pas qu'il effectue pour traverser le vaisseau. Selon elle, le Serenity mesure donc 62 m de long.

### Récompenses
- Emmy Award : pour Meilleurs effets visuels pour une série, 2003
- Visual Effects Society : Meilleurs effets visuels dans une série télévisée, 2003 (épisode Les Nouveaux Passagers)
- Saturn Award
  - Cinescape Genre Face of the Future Award, Male, 2003 (Nathan Fillion)
  - Meilleure édition DVD d'un programme télévisé, 2004
- SyFy Genre Awards
  - Meilleure série/Télévision, 2006[99]
  - Meilleur acteur/Télévision : Nathan Fillion, 2006
  - Meilleur acteur de second rôle/Télévision : Adam Baldwin, 2006
  - Meilleur invité spécial/Télévision : Christina Hendricks pour Déchet précieux, 2006
  - Meilleur épisode/Télévision : Déchet précieux, 2006

La série a également été nommée pour les prix suivants :
- Visual Effects Society : Meilleur compositing à la télévision, dans un clip musical ou dans une publicité, 2003
- Motion Picture Sound Editors, États-Unis, « Golden Reel Award » : Meilleurs effets sonores et bruitages dans un format long télévisé, 2003
- Prix Hugo: 
  - Meilleure série ou court-métrage, 2003 (épisode Les Nouveaux Passagers)
  - Meilleure série ou court-métrage, 2004 (épisodes Mission secours et Le Message, qui à cette époque n'avaient pas encore été diffusés à la télévision aux États-Unis.
- Golden Satellite Award : Meilleurs suppléments DVD, 2004

### Classement
Au moment de son abandon par la Fox, la série avait une moyenne de 4,7 millions de téléspectateurs et était 98e sur l'échelle de Nielsen.